# Kathedrale von Saint-Pol-de-Léon

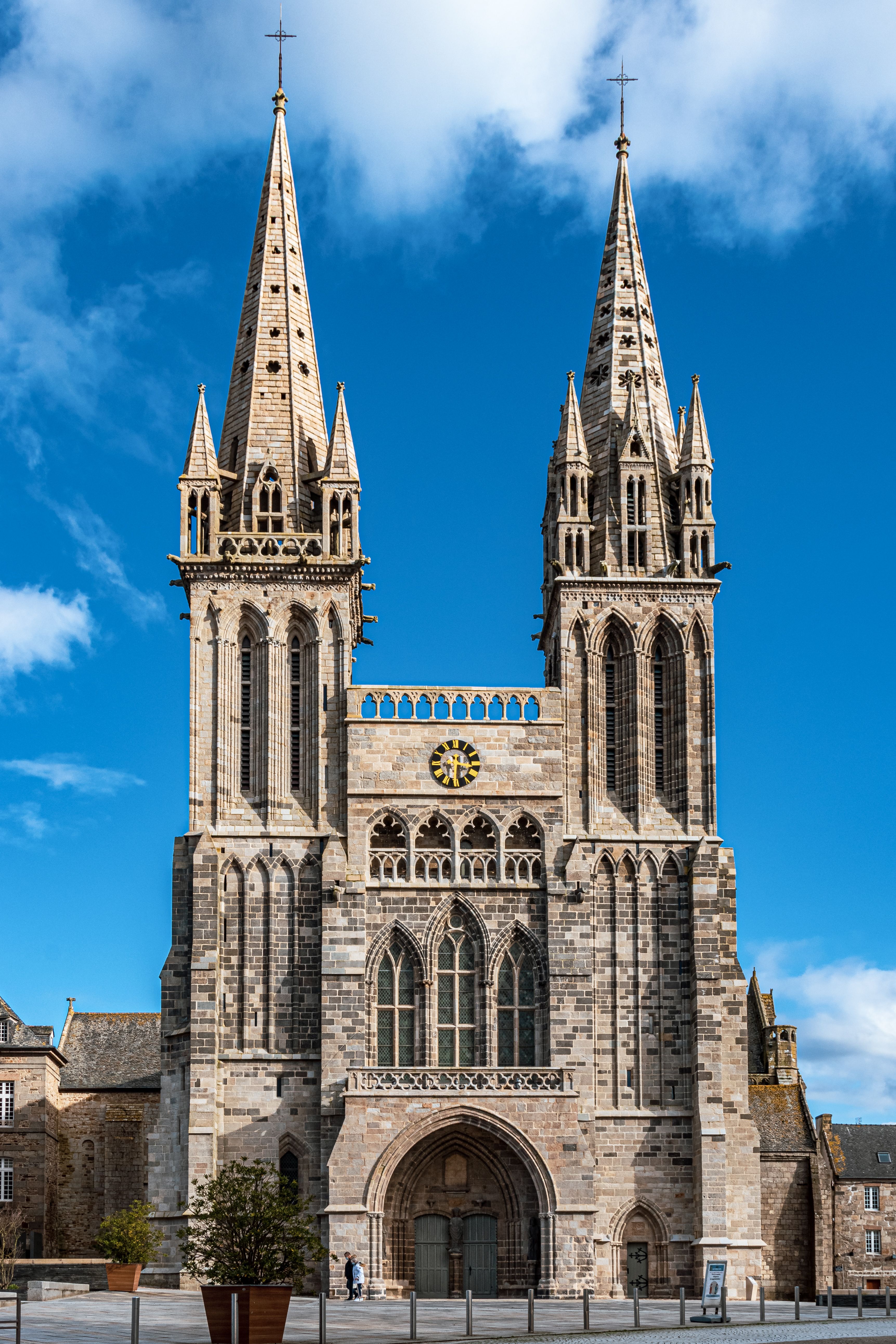
Ehemalige Kathedrale Saint-Paul-Aurélien

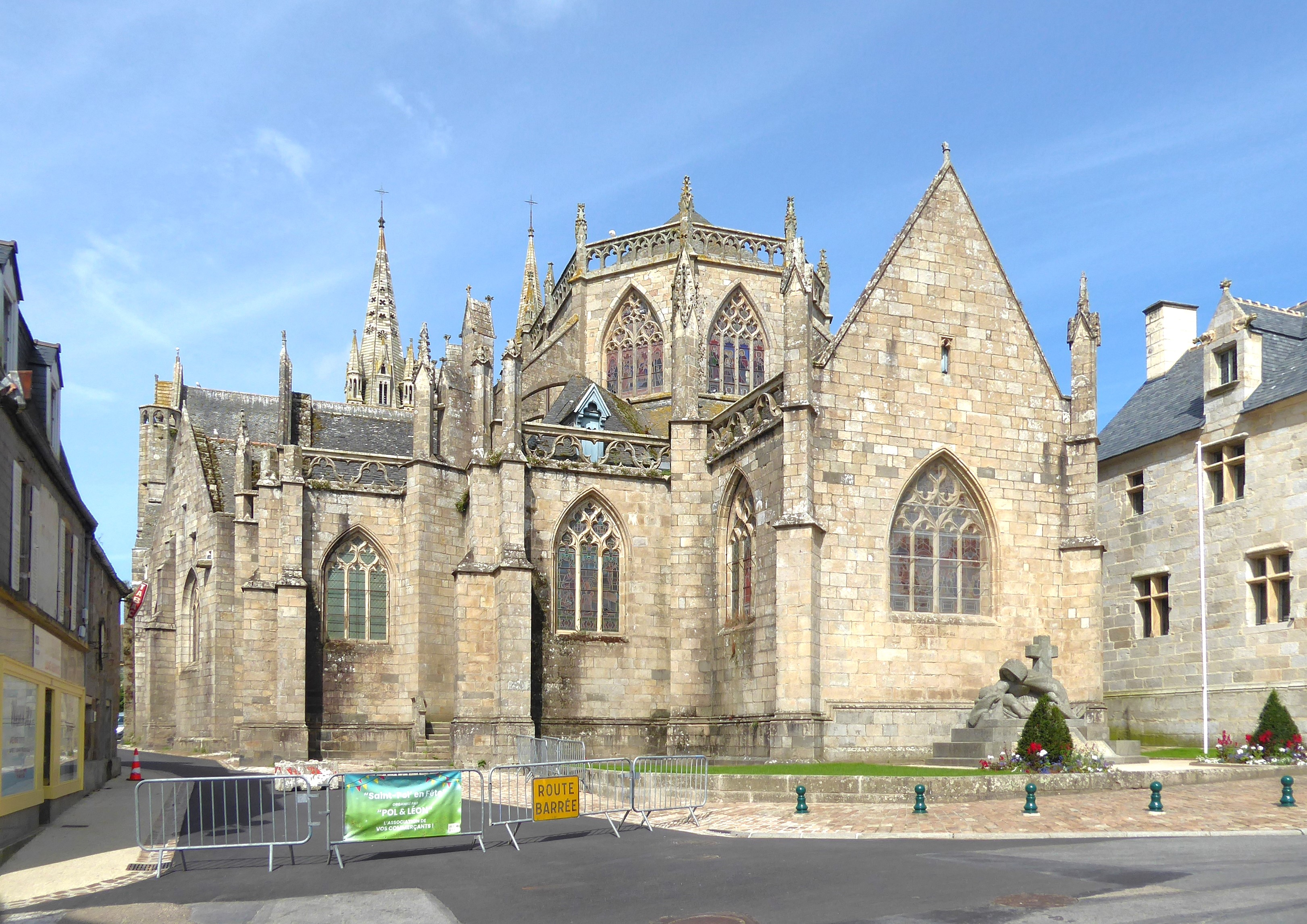
Chorhaupt von Osten

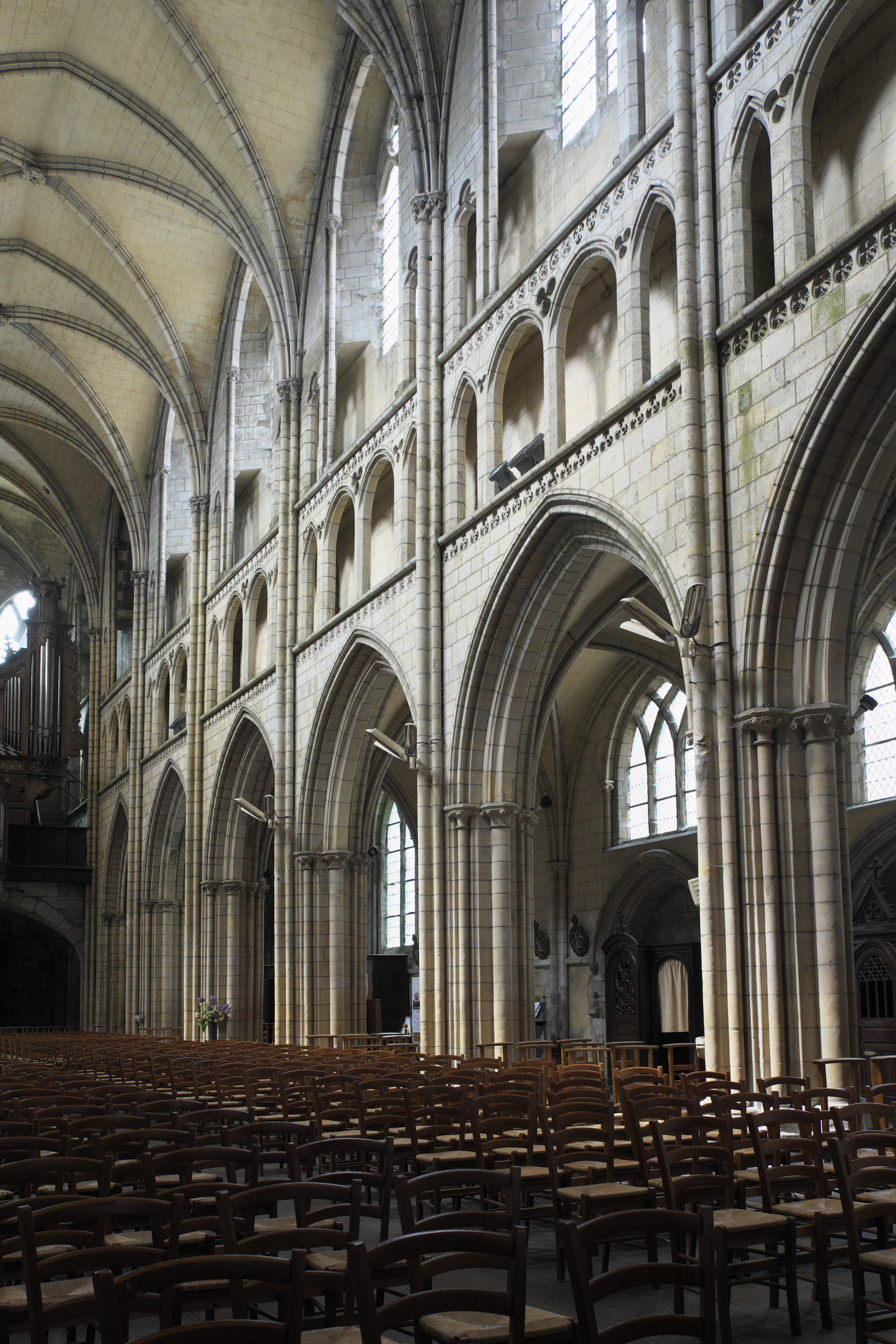
Hauptschiff

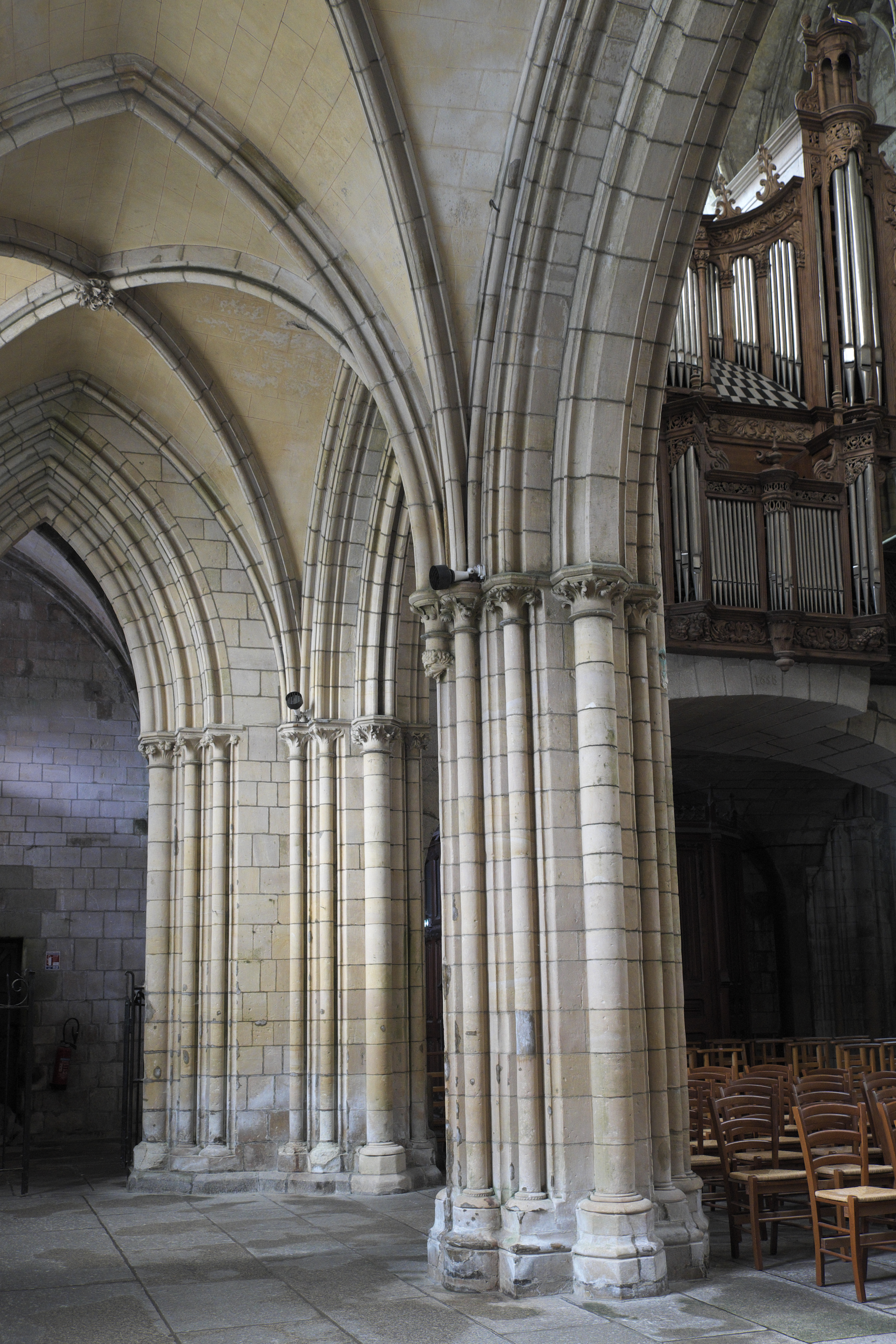
Bündelpfeiler

Die römisch-katholische Pfarrkirche Saint-Paul-Aurélien in Saint-Pol-de-Léon, einer Kleinstadt im Département Finistère in der französischen Region Bretagne, war ursprünglich die Kathedrale des Bistums Léon. Die Kirche wurde zwischen dem 13. und dem 16. Jahrhundert auf den Grundmauern einer romanischen Basilika errichtet. Sie trägt das Patrozinium des hl. Paulinus Aurelianus (auch Paulus von Leon), einem der sieben mehr oder weniger legendären Gründerbischöfe der Bretagne. Im Jahr 1840 wurde die Kirche als Monument historique in die Liste der Baudenkmäler (Base Mérimée) in Frankreich aufgenommen.

## Lage
Die ehemalige Kathedrale steht im Zentrum der nur ca. 10 m hoch gelegenen Küstenstadt am Ärmelkanal. Die Kirche oder Kapelle Notre-Dame du Kreisker mit ihrem ca. 78 hohen und überaus schlanken Turm befindet sich etwa 350 m südlich.

## Geschichte
Das Bistum Léon wurde im 6. Jahrhundert gegründet und bestand bis 1802. Nach der im Jahr 884 verfassten Vita wurde Paulinus Aurelianus im Jahr 530 zum ersten Bischof von Saint-Pol-de-Léon geweiht. Infolge des Konkordats von 1801 wurde das Bistum aufgelöst und der Diözese Quimper unterstellt. Im Jahr 1901 wurde die ehemalige Kathedrale zur Basilica minor mit dem Patrozinium der Verkündigung (Basilique de l’Annonciation) erhoben.
Eine erste Kirche wurde 875 von den Dänen zerstört. Im 12. Jahrhundert wurde eine romanische Basilika errichtet, von der noch Reste in den Querhausarmen erhalten sind. Im frühen 13. Jahrhundert entstand die Westfassade im normannischen Übergangsstil von der Romanik zur Gotik. Gegen Ende des Jahrhunderts wurde unter der Leitung eines normannischen Architekten das Langhaus erbaut, wobei man statt des in der Bretagne üblichen Granits den wesentlich helleren Kalkstein, Pierre de Caen, aus der Umgebung von Caen in der Normandie verwendete. Im Laufe des 14. Jahrhunderts wurden der Südturm und das Westportal und im späten 14. Jahrhundert der Nordturm und die Gewölbe im Langhaus errichtet. Im 15. Jahrhundert wurde der bis dahin romanische Chor durch einen gotischen Neubau ersetzt und im 16. Jahrhundert wurden die Seitenkapellen angefügt. In der zweiten Hälfte des 16. Jahrhunderts waren die Bauarbeiten abgeschlossen.

## Architektur

### Außenbau
Die Westfassade wird geprägt durch die beiden etwa 50 m hohen Türme mit ihren polygonalen, steinernen Spitzen. Das Westportal ist wie das Portal an der Südseite in eine Vorhalle eingebettet. In die Fassade des südlichen Querhauses ist eine große Rosette eingeschnitten. Über der Vierung erhebt sich ein zierlicher, von zahlreichen Öffnungen durchbrochener Dachreiter mit ebenfalls steinerner Spitze.

### Innenraum
Im Westen führt ein Vorraum in das dreischiffige Langhaus. Die spitzbogigen Mittelschiffarkaden ruhen auf mächtigen Pfeilern mit eingestellten Säulen. Über den Arkaden verläuft ein Triforium, über dem sich die Obergadenfenster öffnen. Der gesamte Innenraum wird von Kreuzrippengewölben gedeckt, deren Schlusssteine teilweise mit Wappen verziert sind.

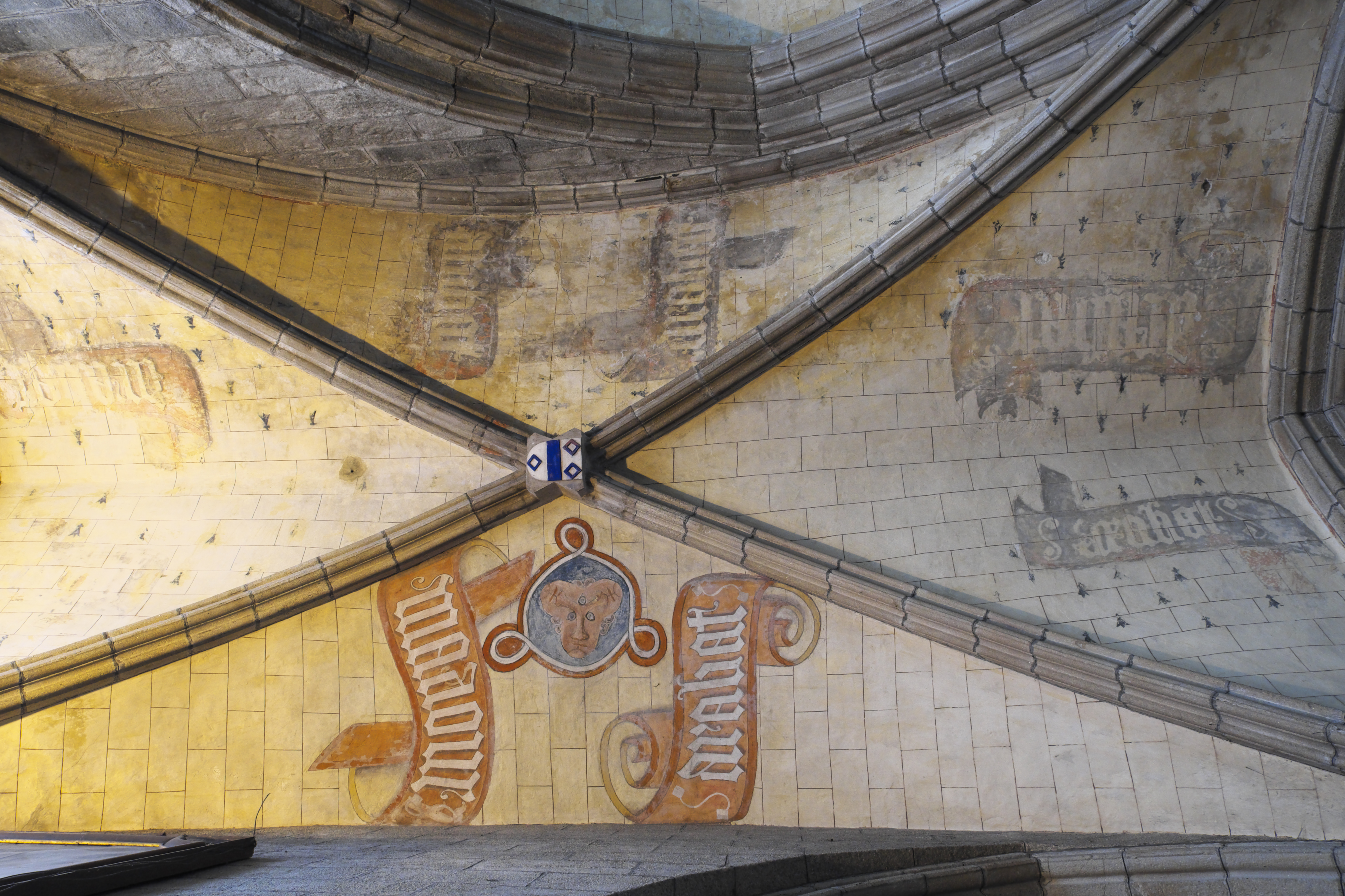
Deckenmalerei

## Deckenmalereien
Am Gewölbe sind noch Reste von Malereien aus dem 15. und 16. Jahrhundert erhalten wie ein Medaillon, auf dem drei Gesichter dargestellt sind, die die Dreifaltigkeit symbolisieren.

## Bleiglasfenster

### Renaissancefenster
- Das zweibahnige Bleiglasfenster mit der Darstellung des Jüngsten Gerichts enthält Scheiben aus dem 16. Jahrhundert. Es wurde 1884 von Eugène Hucher und seinem Sohn Ferdinand in der Glasmalereiwerkstatt der Karmelitinnen von Le Mans restauriert. In der Mitte oben thront Christus auf einem Regenbogen. Er ist in ein rotes Gewand gehüllt, seine Füße ruhen auf der Weltkugel. In den beiden Lanzetten ist die Auferstehung der Toten dargestellt, oben sieht man zwei Engel mit Posaunen. Unter der Auferstehungsszene verläuft über beide Lanzetten die Inschrift: „ET SEPARABIT EOS AB INVICEM SICUT PASTOR SEGREGAT OVES AB HAEDIS“ (Und er wird jene voneinander trennen wie der Hirte die Lämmer von den Böcken absondert). Auf den beiden unteren Scheiben ist rechts ein Hirte mit einer Schafherde zu sehen und links eine Herde von Ziegen.[4][5]
- Das dreibahnige Fenster mit der Darstellung des Jüngsten Gerichts stammt aus dem 16. Jahrhundert und wurde im 19. Jahrhundert restauriert. In der Mitte ist der Erzengel Michael mit dem Flammenschwert zu sehen, darunter die Verdammten und der Teufel. Auf den seitlichen Scheiben sind die Stifter mit ihren Schutzpatronen dargestellt, links Jean Le Scaff und Johannes der Täufer, rechts Anne du Bois mit der heiligen Anna und dem Apostel Johannes. Im Maßwerk sieht man das Wappen der Familie Le Scaff.[6]
- Das zweibahnige Fenster mit der Darstellung der Werke der Barmherzigkeit trägt auf beiden Lanzetten die Jahreszahl 1560. Auf der linken oberen Szene sind eine kranke Mutter mit einem Kind und ein am Boden liegender Mann dargestellt, die Hilfe erhalten. Darunter steht die Inschrift: „AEGROS CVRARE“ (Kranke pflegen). Die rechte obere Szene zeigt einen Bettler mit zerrissener Kleidung, der Almosen bekommt. Die Inschrift darunter lautet: „ESVRIENTES PASCERE“ (Bedürftigen helfen). Auf der linken unteren Szene mit der Bildunterschrift: „PEREGRINOS COLLIGERE“ (Fremde aufnehmen) tritt ein kostbar gekleideter Mann einem Pilger mit offenen Armen entgegen. Unter der rechten unteren Szene steht die Inschrift: „CAPTOS REDIMERE“ (Gefangene freikaufen). Sie zeigt einen Soldaten, dem zwei Personen Geldbörsen reichen. Das Fenster wurde Ende des 19. Jahrhunderts von Eugène Hucher und seinem Sohn Ferdinand in der Glasmalereiwerkstatt der Karmelitinnen von Le Mans restauriert, wie auch die mehrmals wiederholte Inschrift besagt.[7][8]

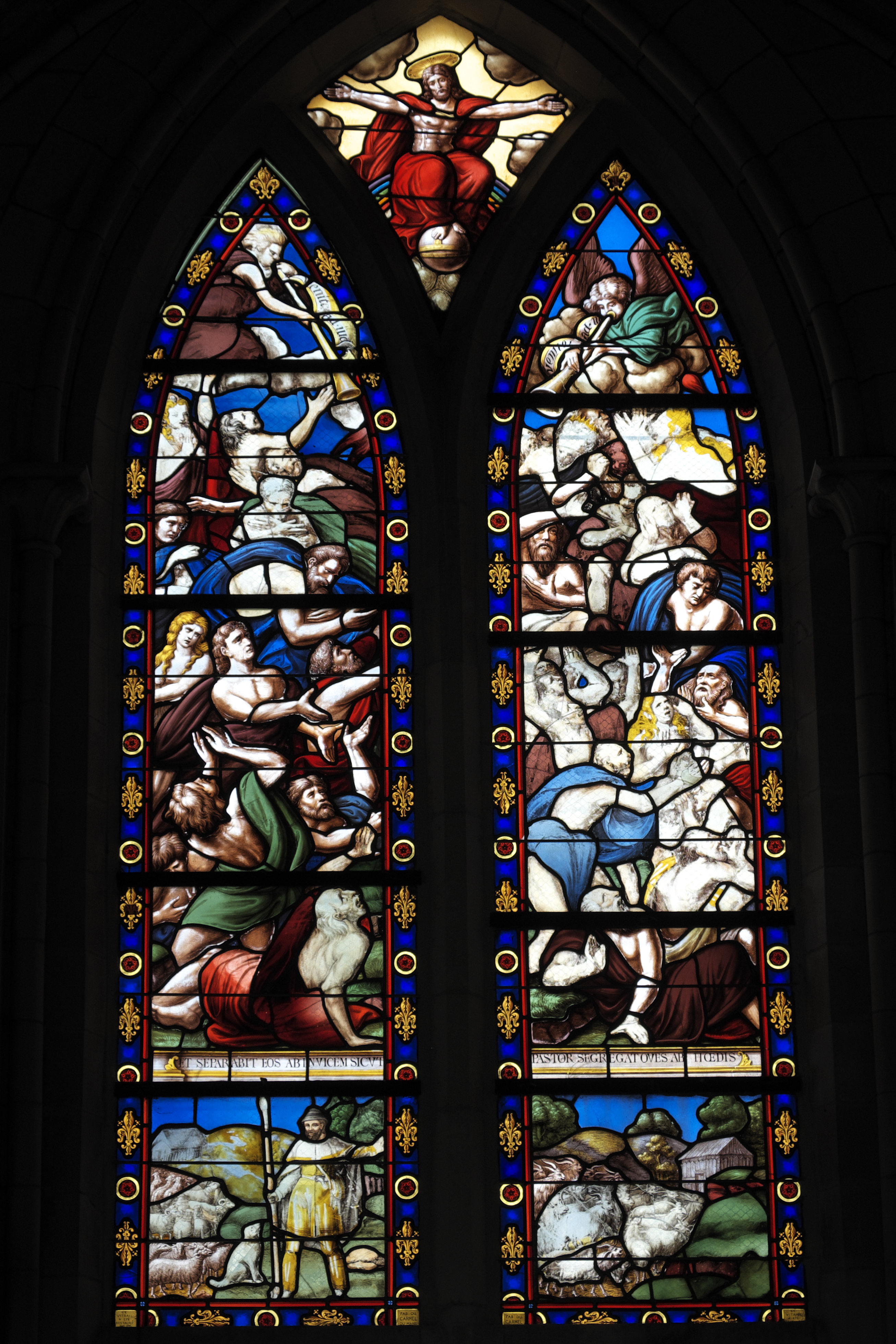
Jüngstes Gericht
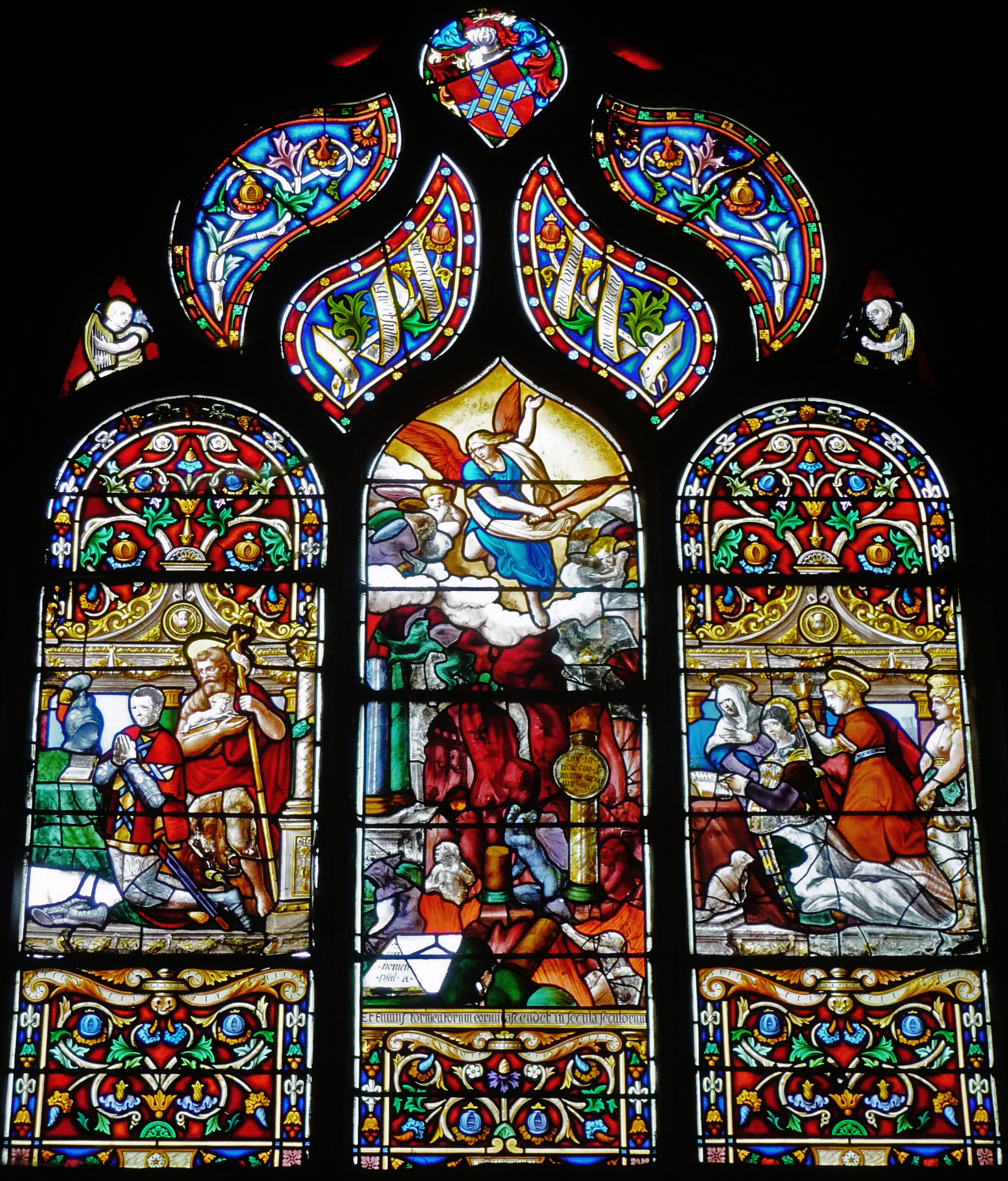
Erzengel Michael, Verdammte und Stifter
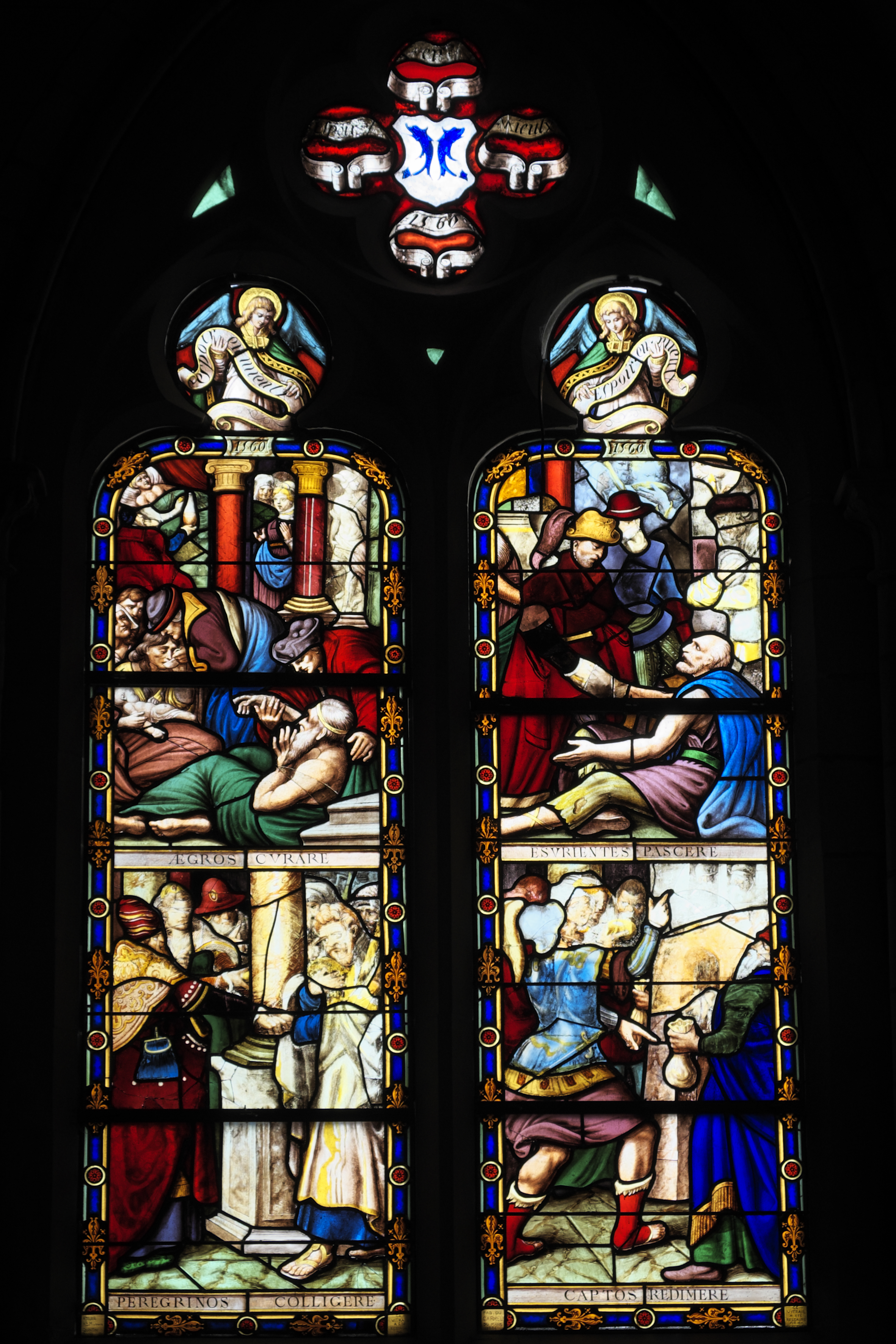
Werke der Barmherzigkeit

### Bleiglasfenster aus dem 19. und 20.Jahrhundert

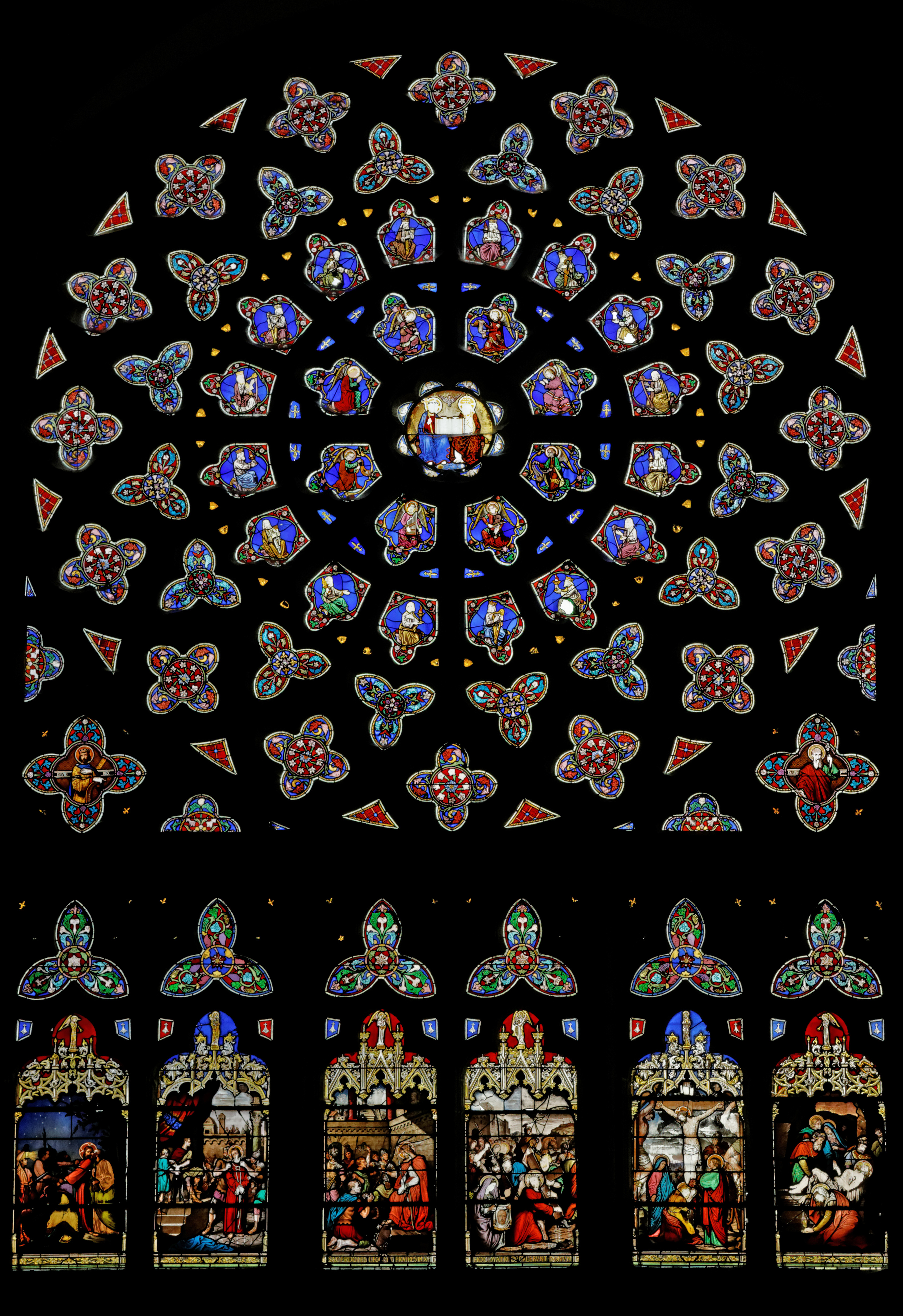
Rosette des südlichen Querhauses

In der zweiten Hälfte des 19. Jahrhunderts wurden in den Werkstätten von Lucien-Léopold Lobin in Tours, von Eugène und Ferdinand Hucher in Le Mans und Félix Gaudin in Paris weitere Fenster geschaffen.
- Die Rosette des südlichen Querhauses wurde 1873 von Lucien-Léopold Lobin ausgeführt. Auf den unteren Scheiben sind Szenen der Passion dargestellt, in der Mitte der Rosette ist die Dreifaltigkeit zu sehen, in den umgebenden Scheiben musizierende Engel und Könige.
- Auf einem Fenster ist die Vision des Johannes, des Verfassers der Offenbarung dargestellt, der von Jesus den Auftrag erhält, alles aufzuschreiben. Wie in der Offenbarung beschrieben (Offb 1,19 EU), ist Jesus mit einem langen Gewand mit einem goldenen Gürtel bekleidet, in seiner rechten Hand hält er sieben Sterne, aus seinem Mund kommt ein zweischneidiges Schwert, er ist umgeben von sieben goldenen Leuchtern. Die Inschrift unter der Szene lautet: „SCRIBE ERGO QUAE VIDISTI“ (Schreibe, was du gesehen hast). Das Fenster trägt die Signatur: „L. Ld. LOBIN TOURS 1888“.
- Ein Fenster mit der Signatur von Felix Gaudin und der Jahreszahl 1894 stellt die Auferweckung des Lazarus dar.
- Ein Fenster zeigt den Bischof Roland de Neufville mit dem heiligen Paulinus Aurelianus, der mit seiner Stola den Drachen zu seinen Füßen umschlingt. Im Hintergrund sind die Kirchtürme und die Stadtmauer von Saint-Pol-de-Léon zu erkennen. Das Fenster trägt die Signatur: „HUCHER ET FILS SUCCrs FABRIQUE DU CARMEL DU MANS 1883“ (Hucher und Söhne, Nachfolger der Glasmalereiwerkstatt der Karmelitinnen von Le Mans 1883).
- Die Fenster mit Szenen der Legende des heiligen Paulinus Aurelianus wurden in den Jahren 1924 bis 1935 von dem Glasmaler Auguste Labouret (1871–1964) nach Kartons von Camille Boignard ausgeführt.[12]

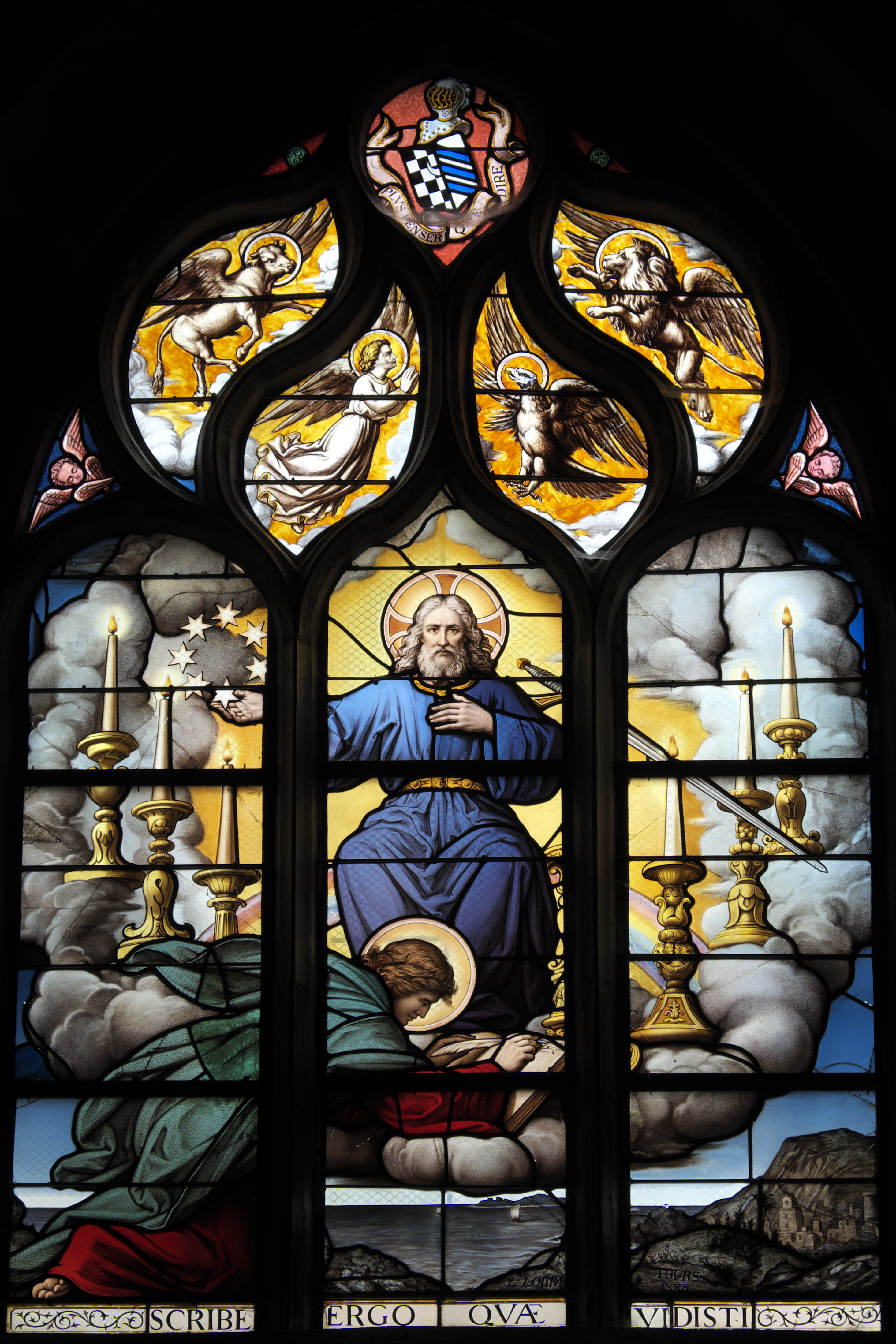
Vision des Johannes von Patmos
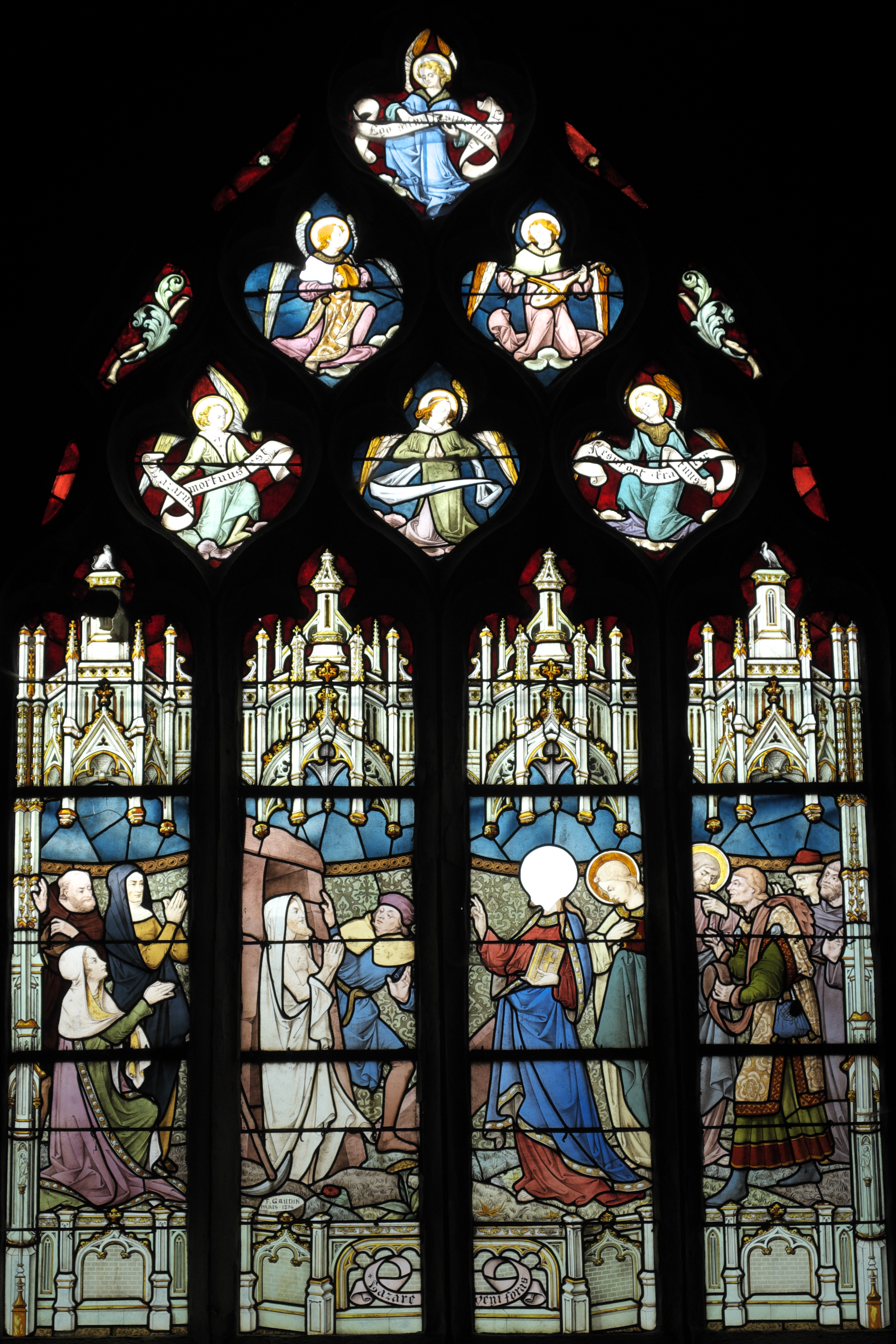
Auferweckung des Lazarus
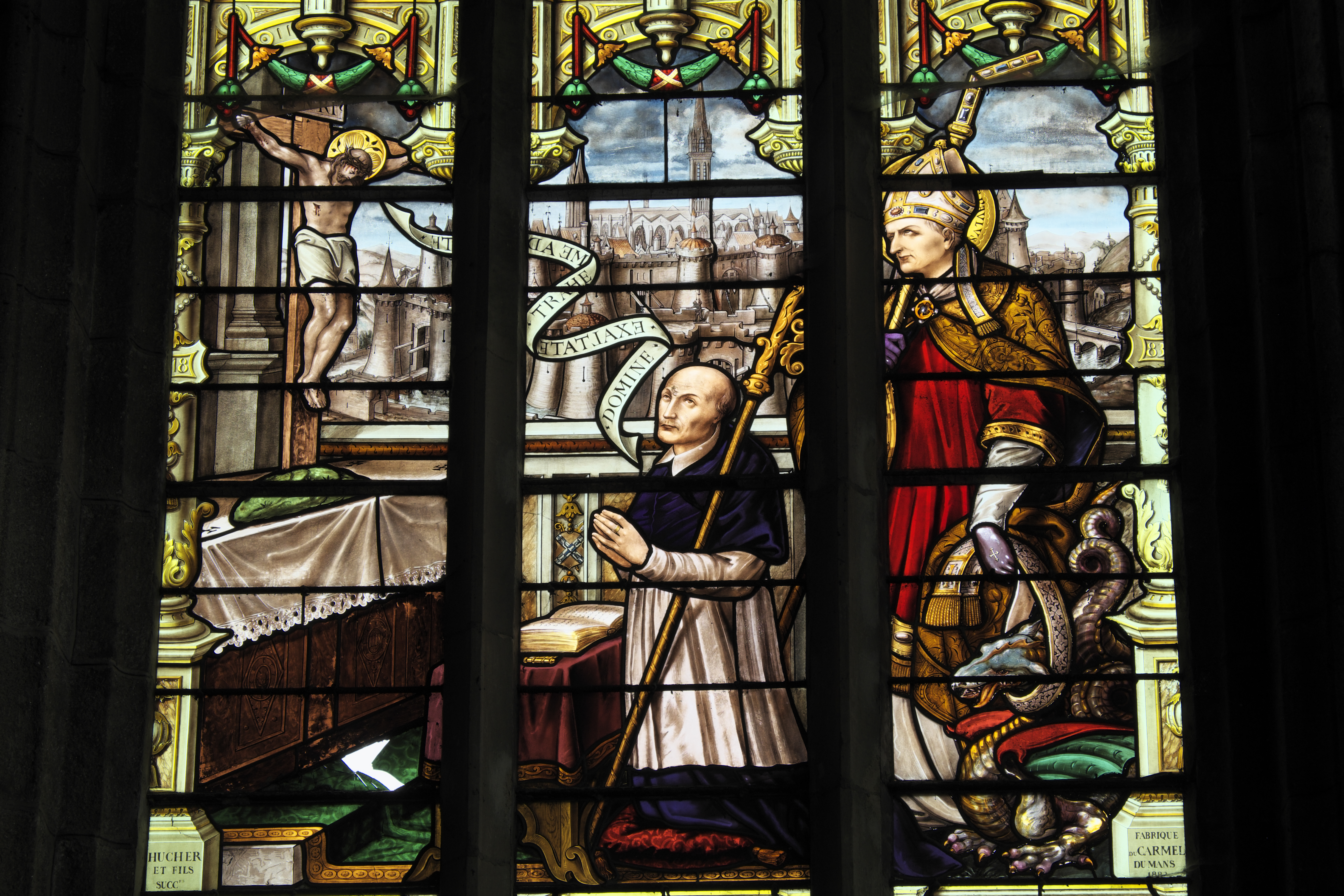
Roland de Neufville und der heilige Paulinus Aurelianus

## Chorgestühl

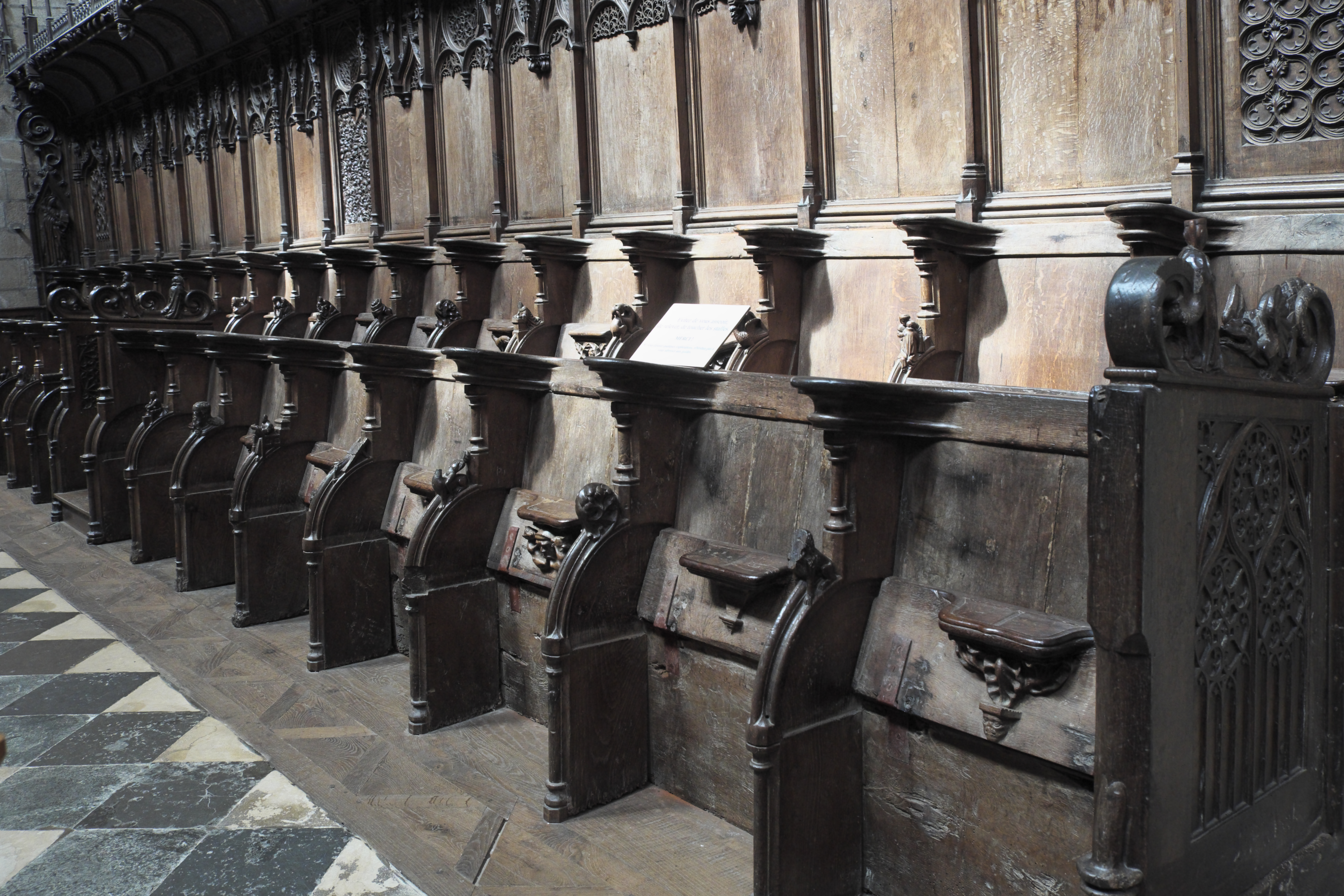
Chorgestühl

Das aus Eichenholz geschnitzte Chorgestühl (stalles) stammt aus der Zeit um 1510. Der Baldachin, die Rück- und Seitenwände sind mit reichem Dekor überzogen und mit Heiligenfiguren verziert. Eine Szene zeigt die heilige Margareta mit dem Drachen zu ihren Füßen, eine andere Christus als Weltenrichter.

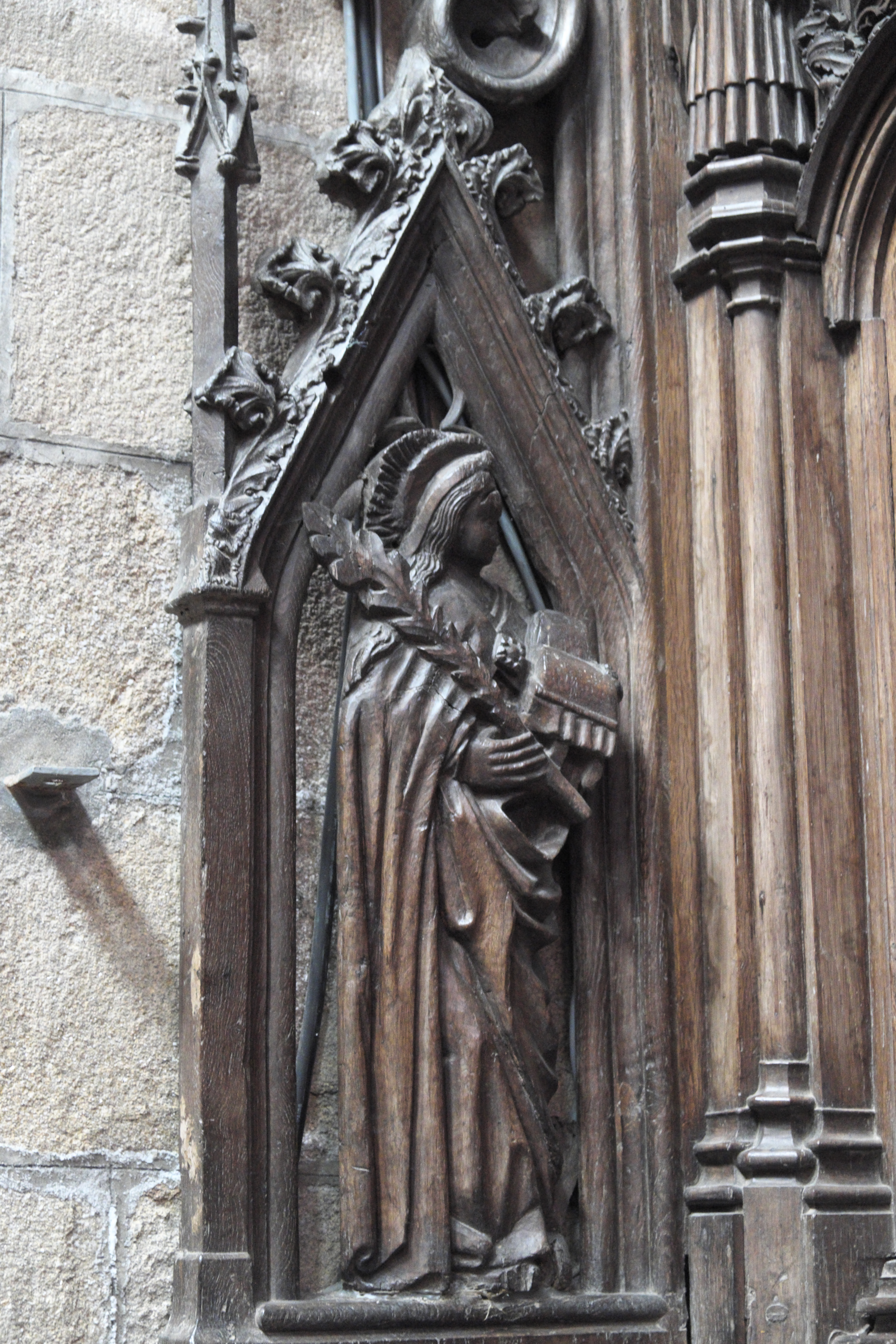
Märtyrerin
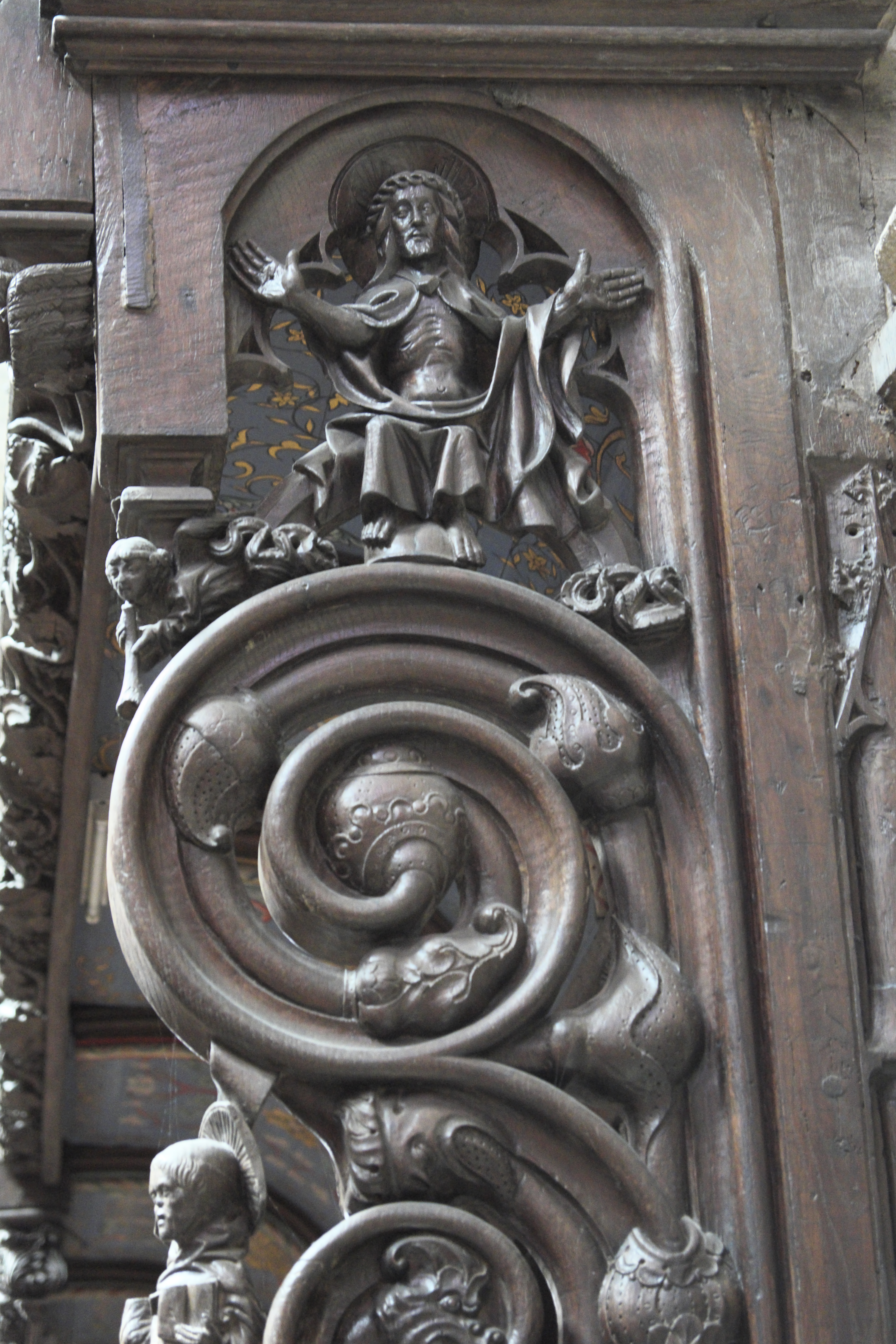
Christus als Weltenrichter
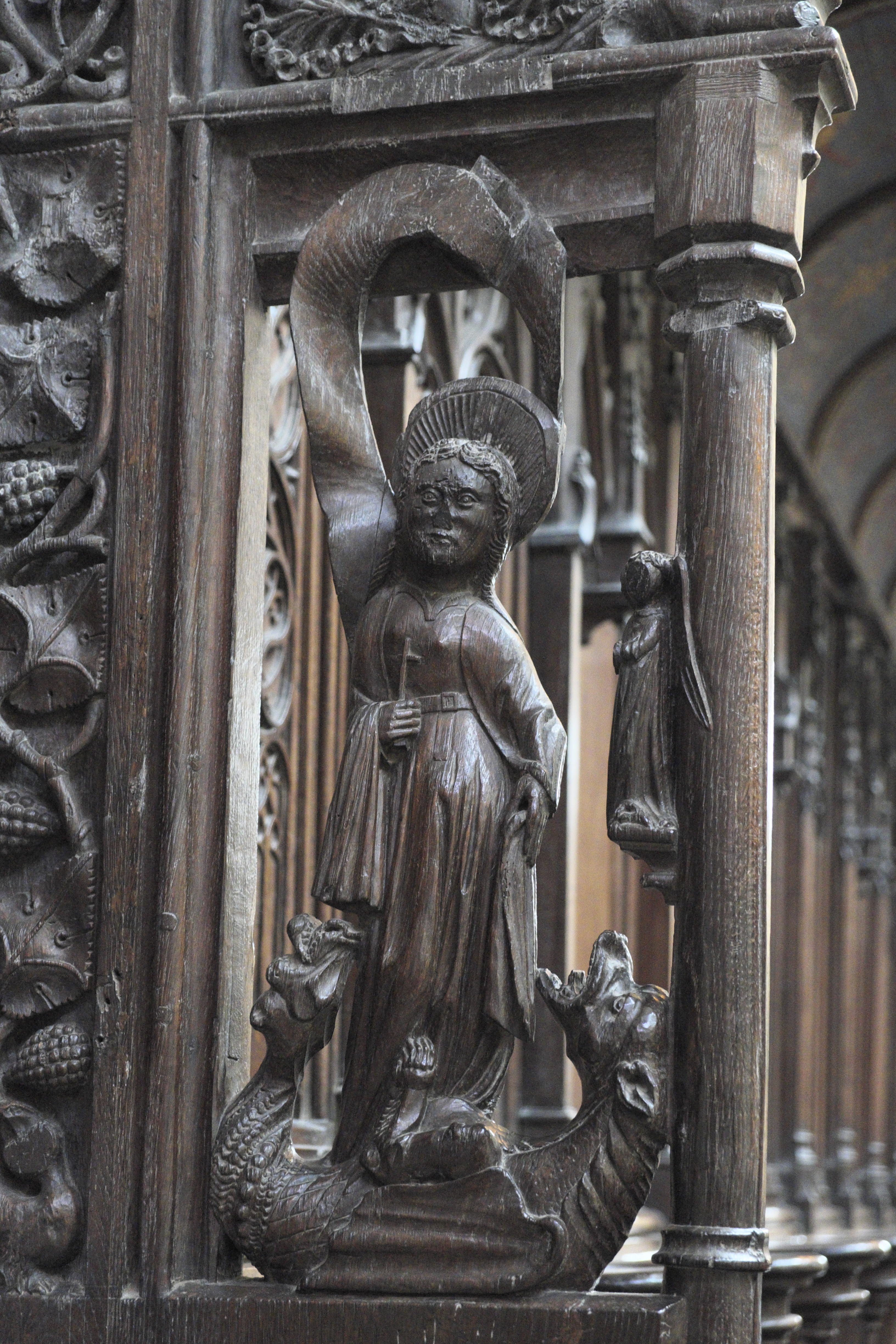
Heilige Margareta
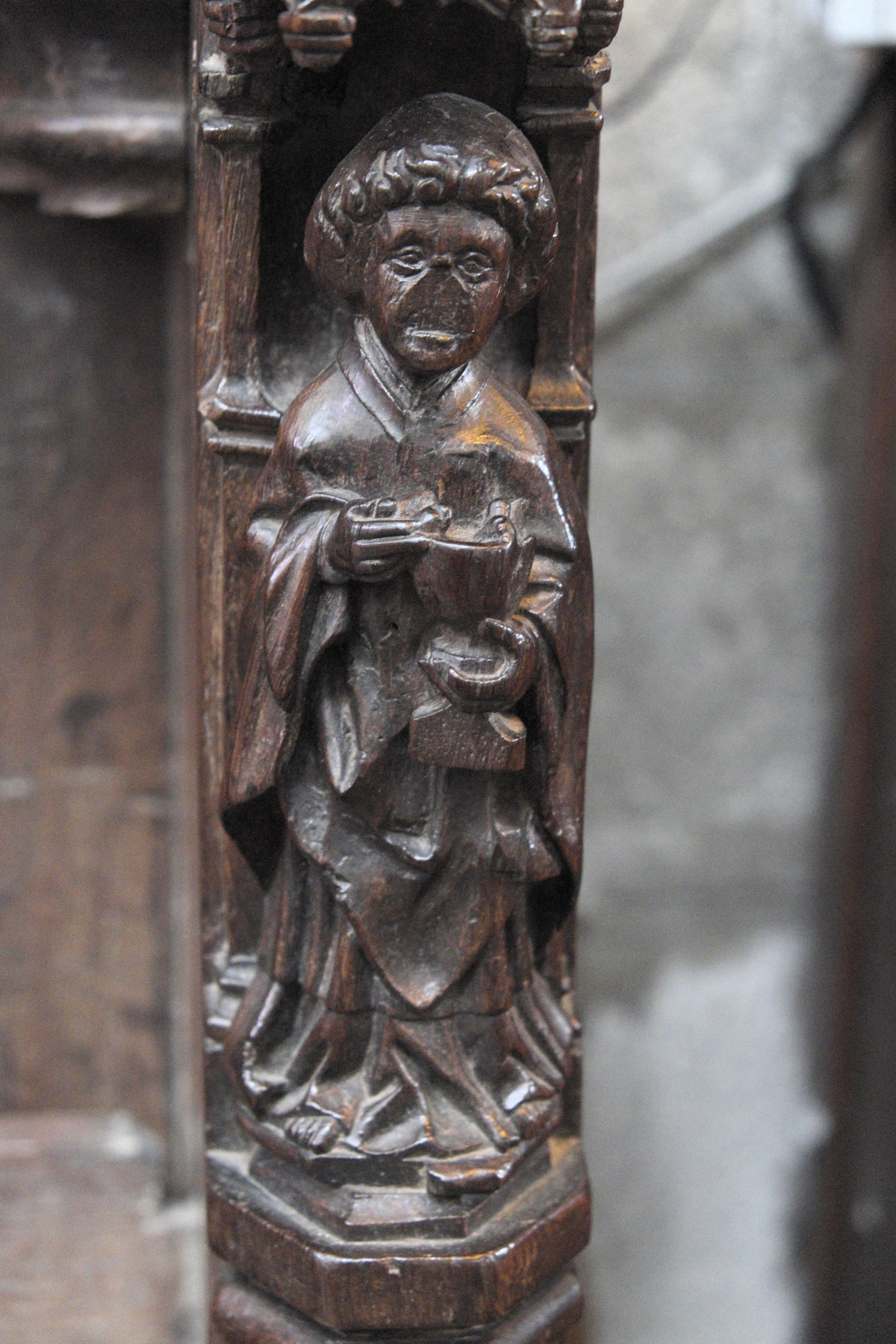
Apostel Johannes

Auf den Armlehnen und an den Trennwänden (parcloses) zwischen den Sitzen sieht man Mönche und andere Personen sowie Szenen mit Tieren. Die Miserikordien sind mit Köpfen und Fratzen, mit menschlichen Figuren und Tieren skulptiert.

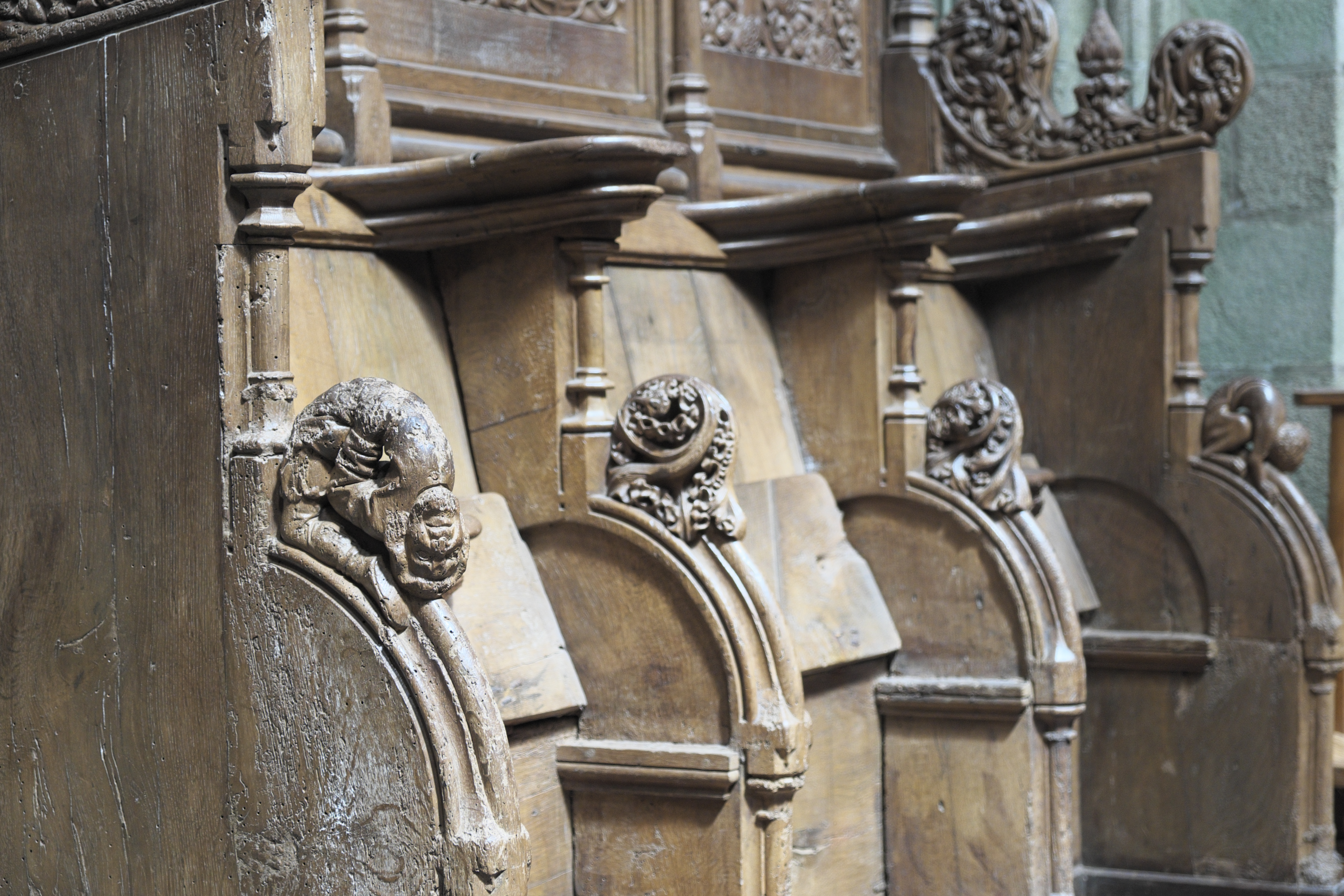
Parclose
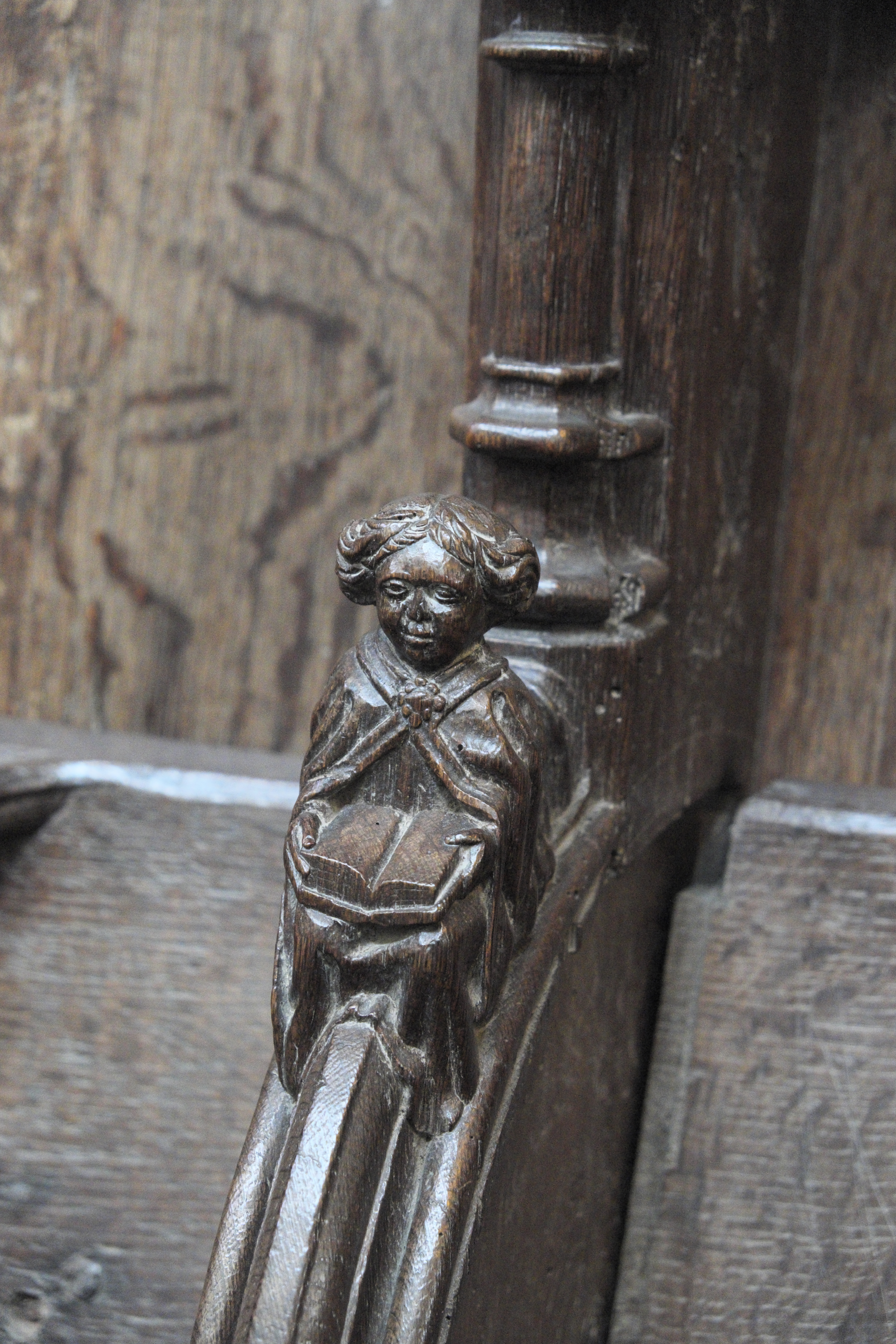
Parclose
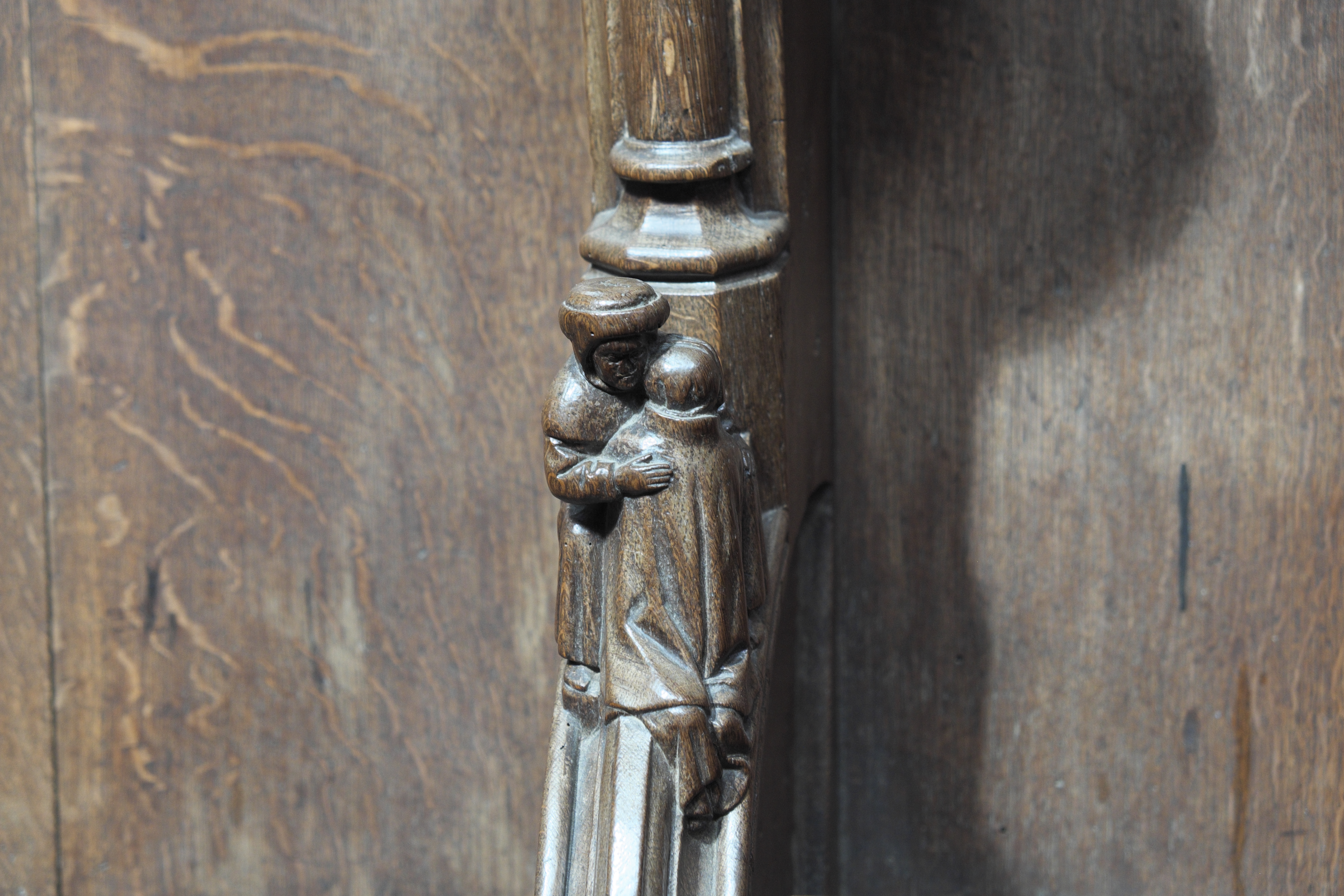
Parclose
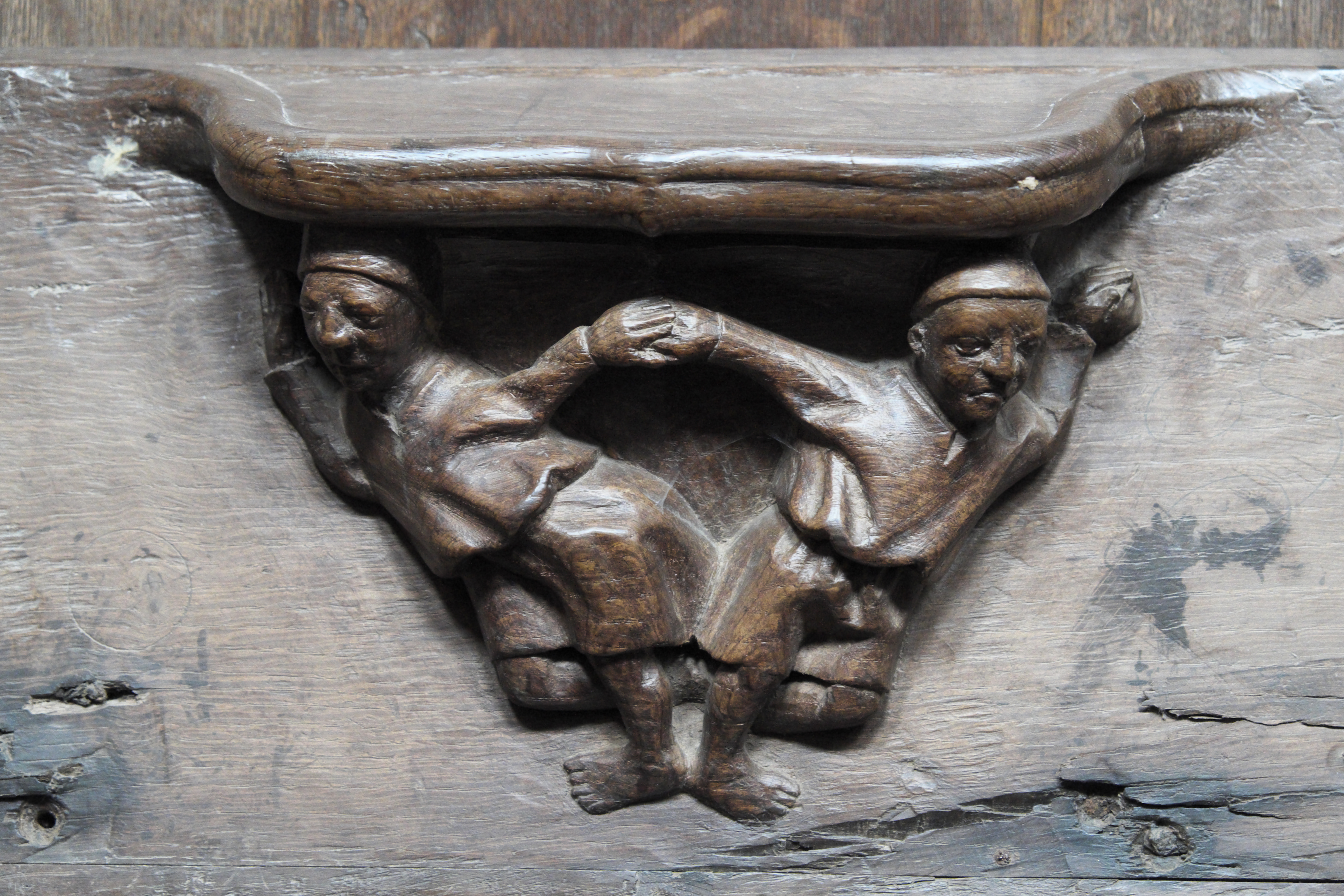
Miserikordie
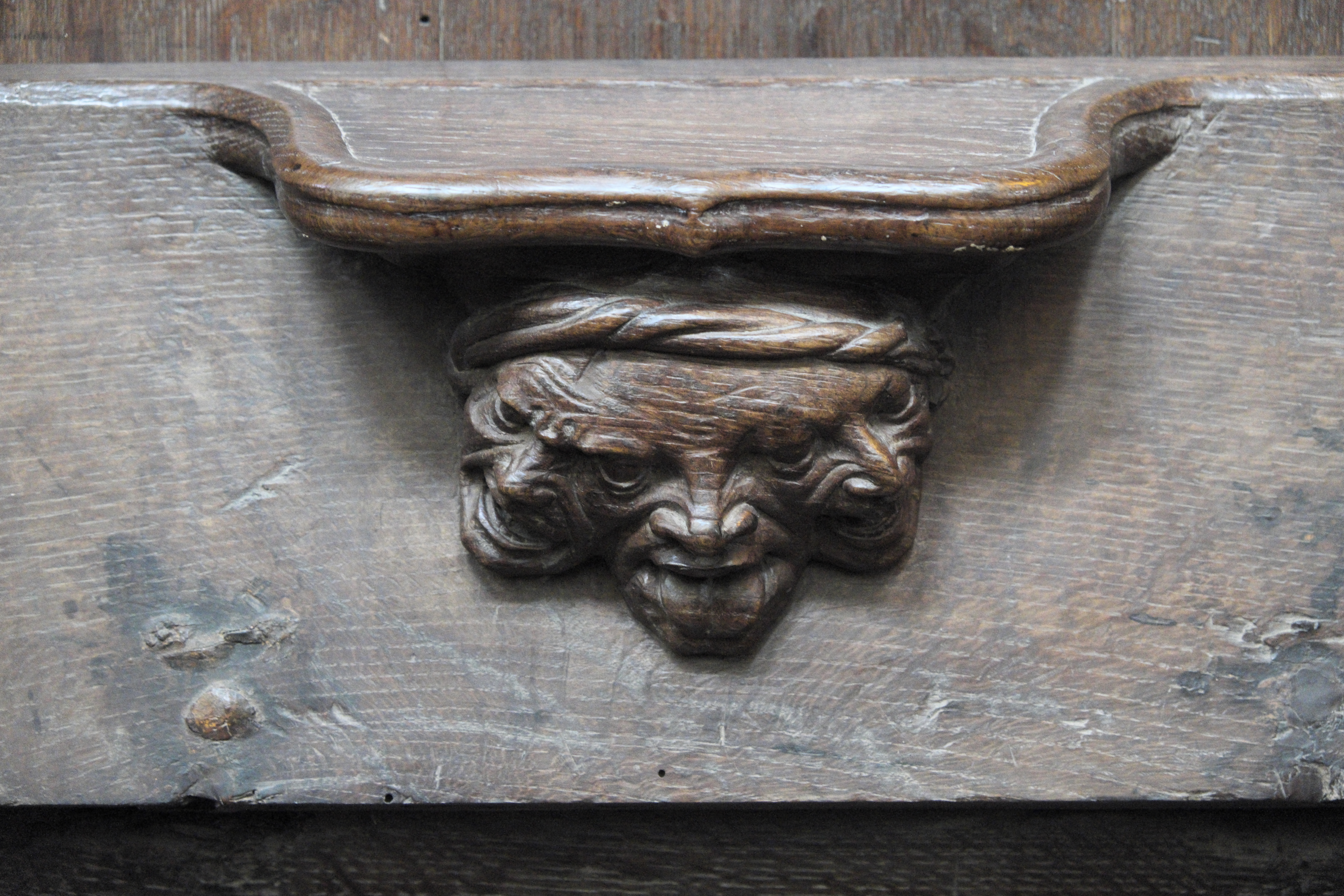
Miserikordie

An den seitlichen Enden der Sitzreihen sind die Verkündigungsszene, kniende Personen, miteinander kämpfende Drachen sowie eine Person, vielleicht der heilige Paulinus Aurelianus, die einem Drachen Einhalt gebietet, zu erkennen.

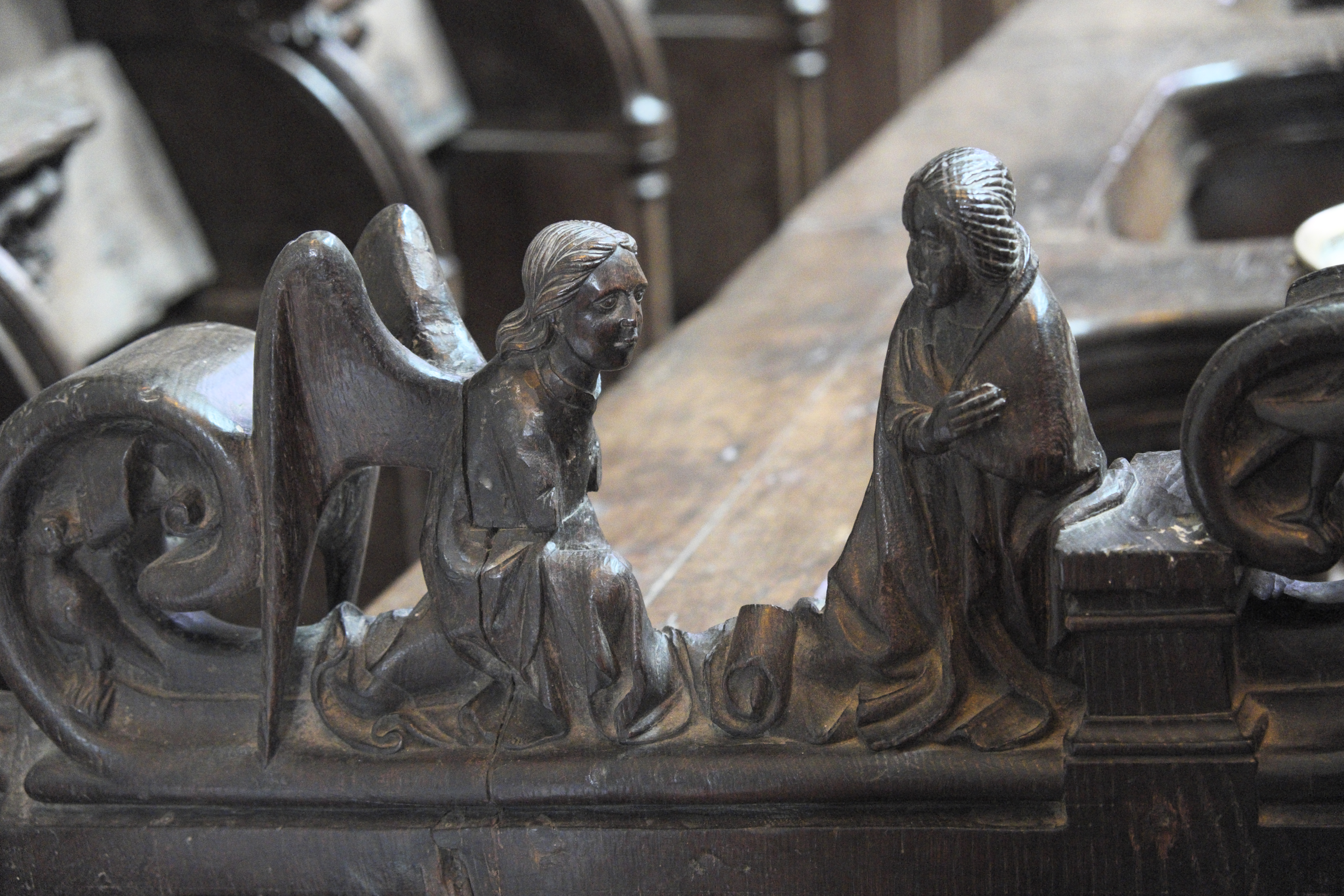
Verkündigung
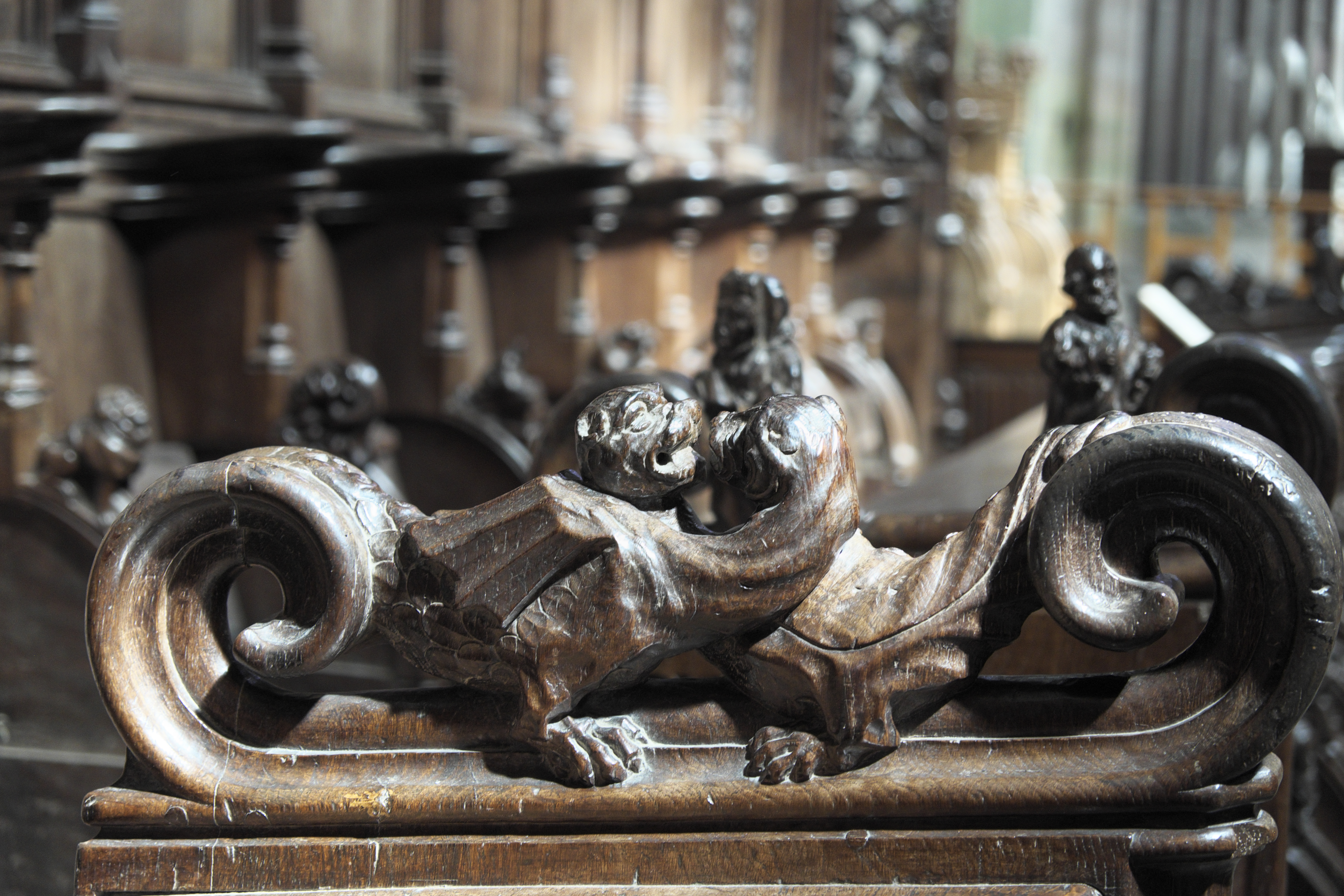
Zwei miteinander kämpfende Drachen
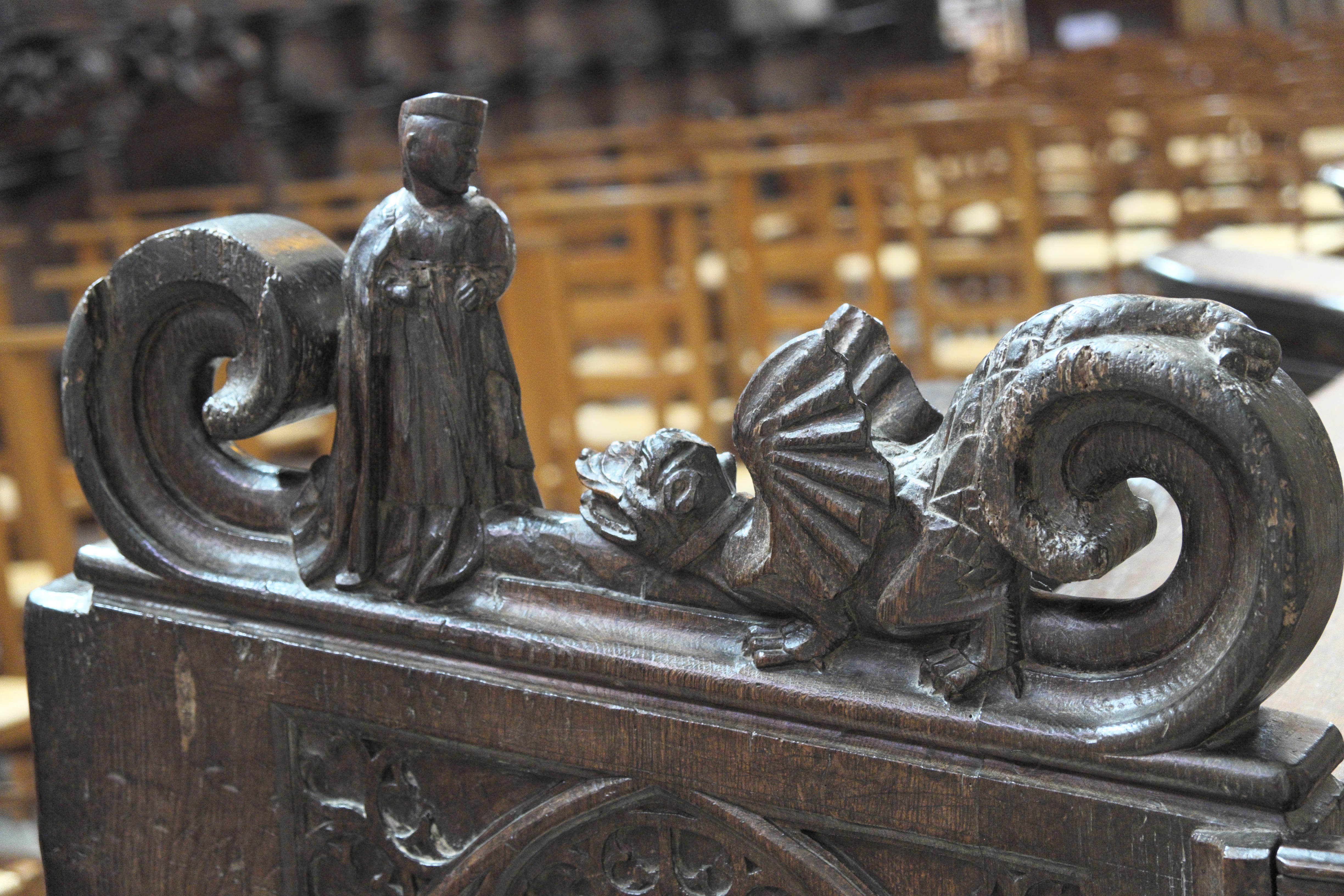
Heiliger Paulius Aurelianus mit dem Drachen
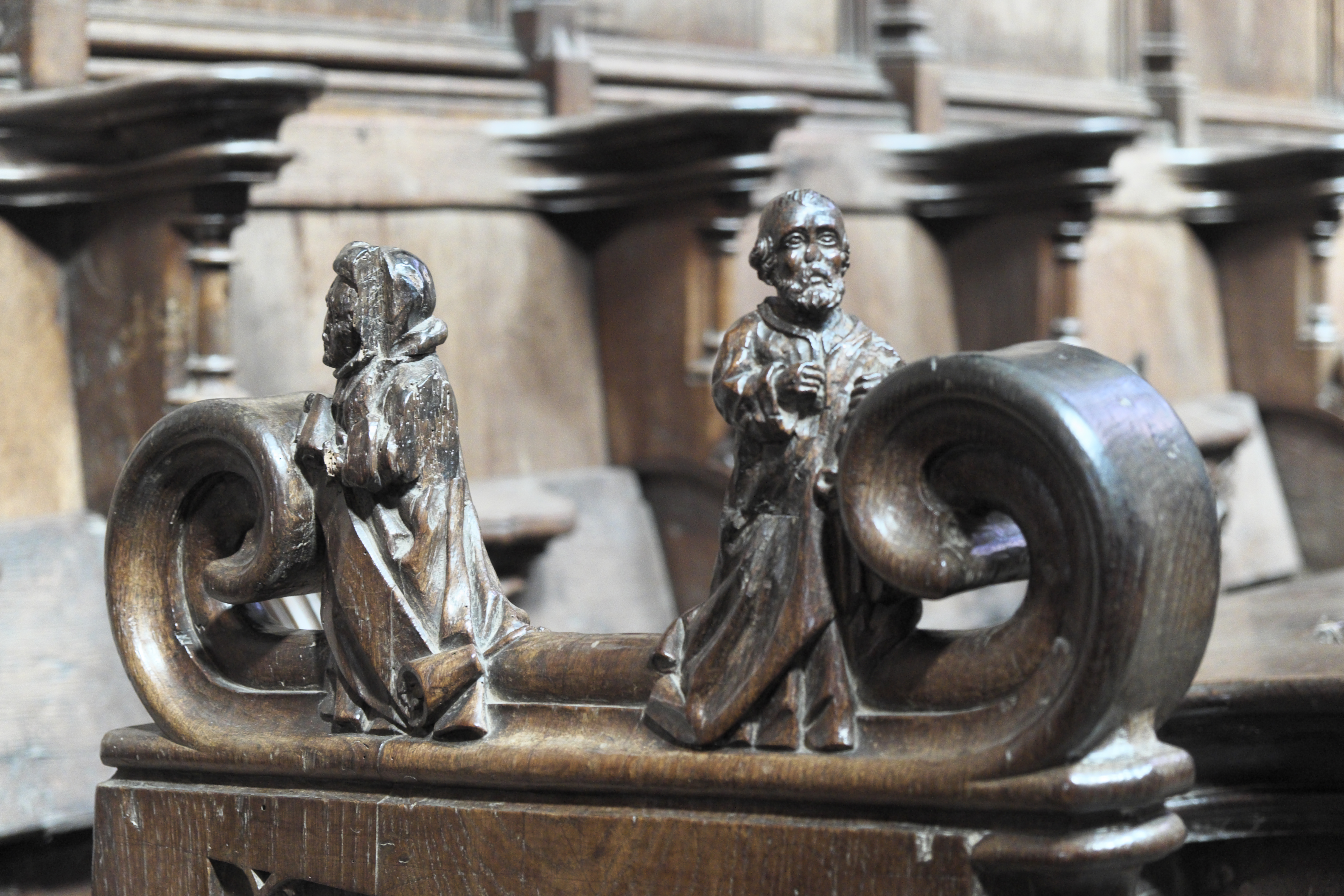
Zwei kniende Personen
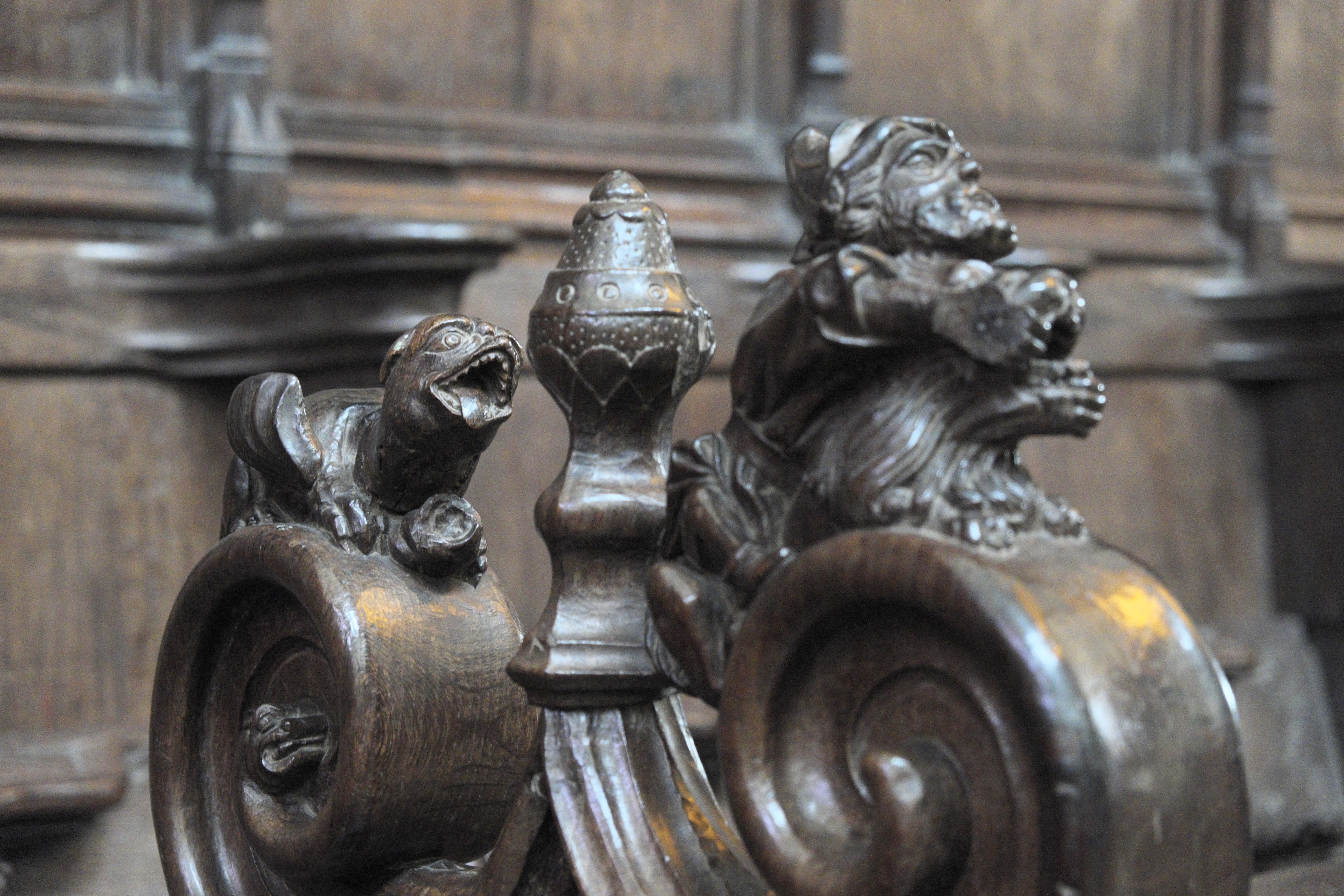
Drache und Person, die ein wildes Tier bezwingt

## Schädelkästen

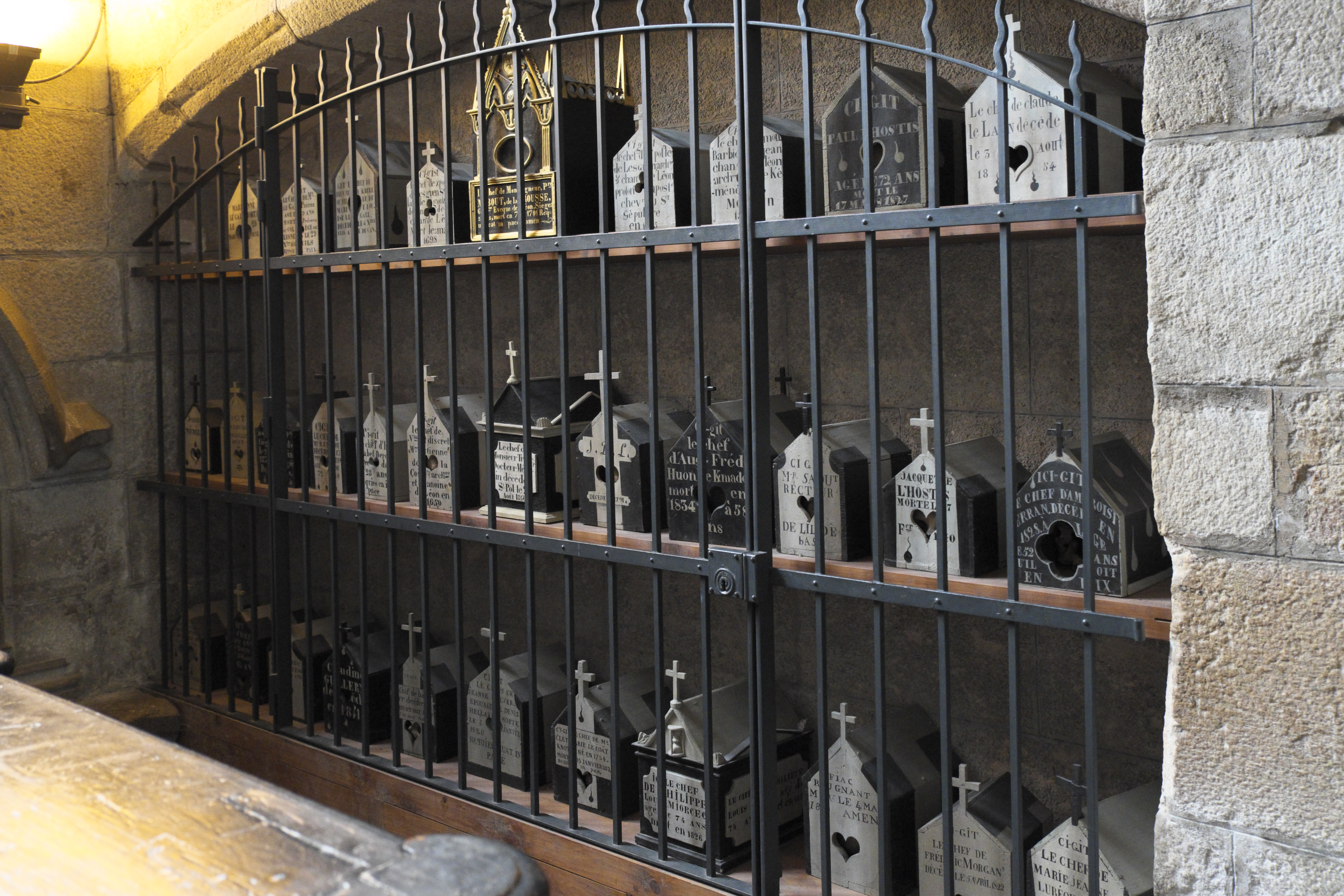
Sogenannte étagères de la nuit

In einer Nische der Kirche sind sogenannte étagères de la nuit (wörtlich: Regale der Nacht) untergebracht, auf denen Holzkästchen mit Totenschädeln stehen, die aus dem 16. bis 19. Jahrhundert stammen. Die Tradition, die Schädel der Verstorbenen in eigenen Holzkästchen aufzubewahren, geht auf die Zeit zurück, als man aus Platzgründen die Knochen der Toten nach einiger Zeit aus den Gräbern entfernte und in Beinhäusern stapelte. Die Schädel wurden dabei getrennt und gesondert in kapellen- oder sargähnlichen Kästen aufbewahrt. Auf der Vorderseite der Kästen sind der Name und das Todesdatum des Verstorbenen verzeichnet.

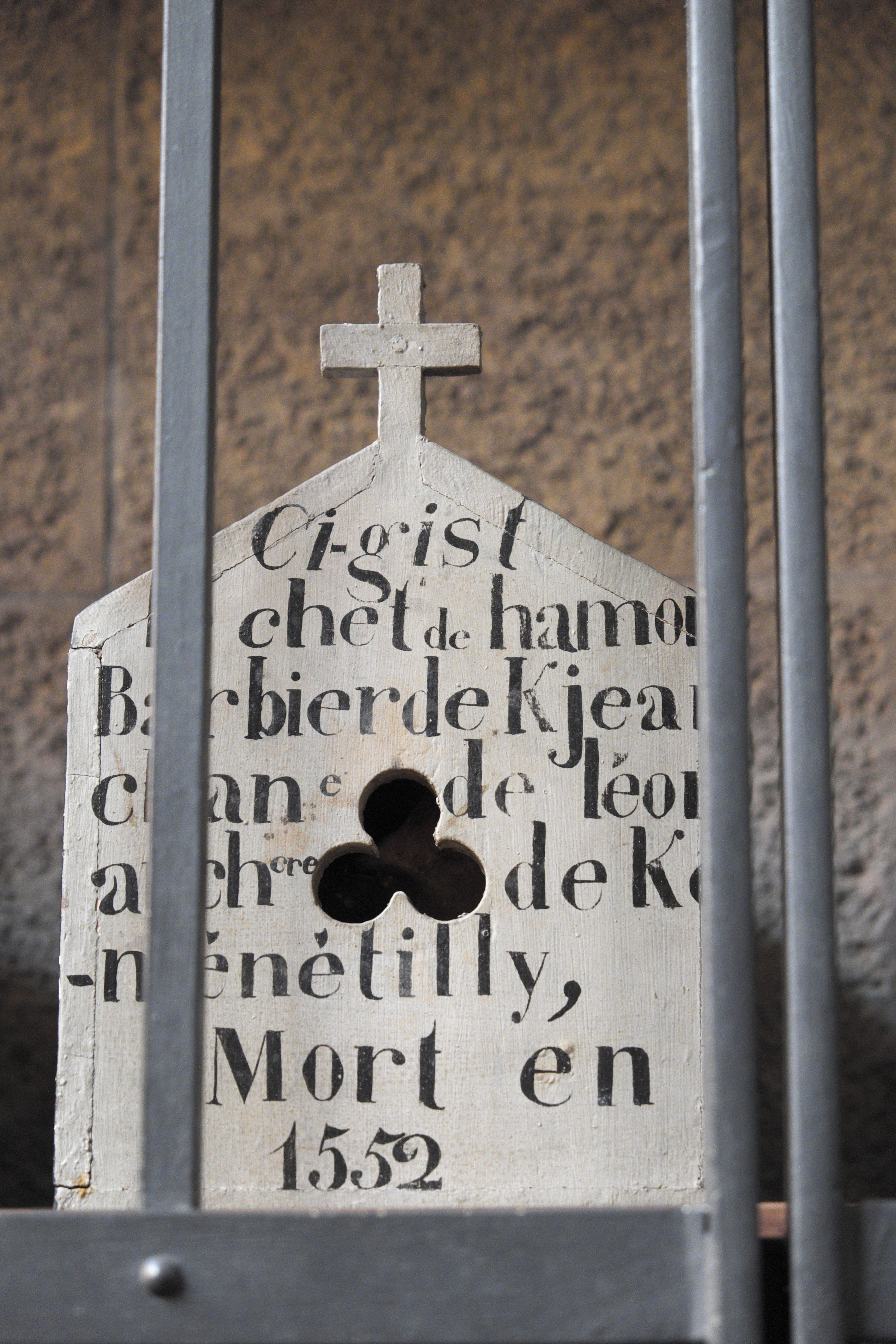
Schädelkasten
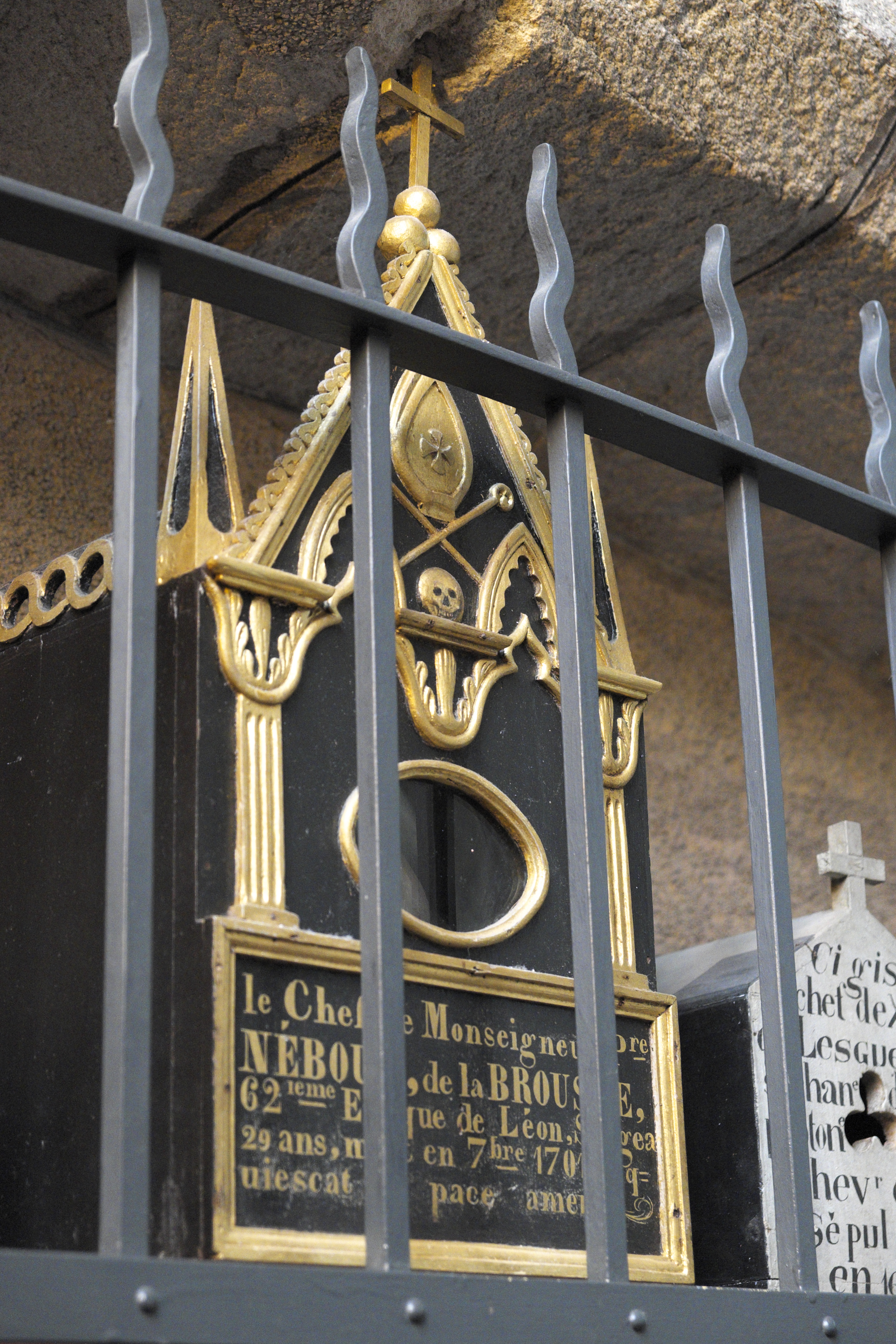
Schädelkasten
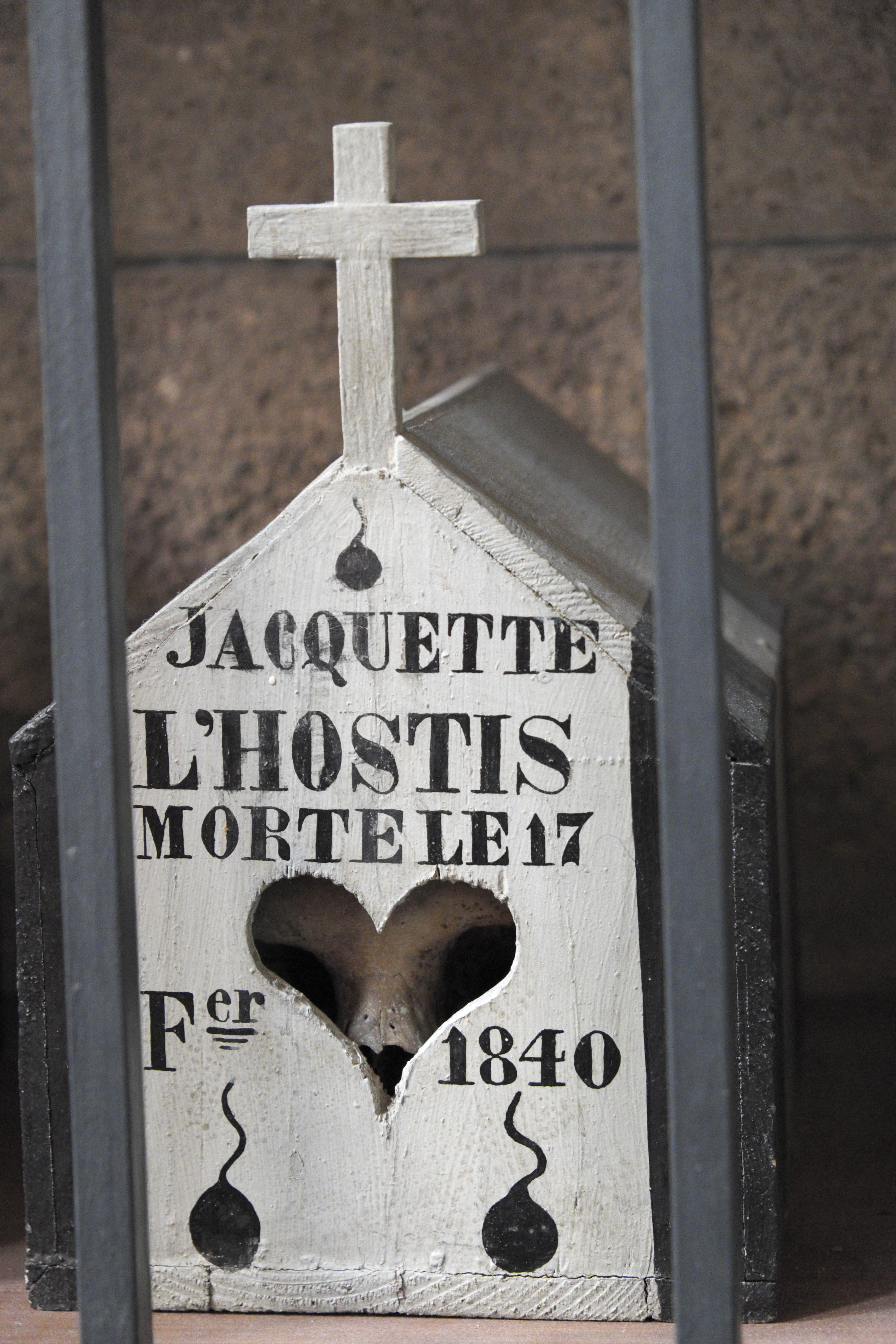
Schädelkasten

## Weitere Ausstattung
- Das Ziborium über dem Hochaltar stammt aus der Zeit um 1800 und ist in Form einer Palme gestaltet. An seiner Spitze hängt der Kelch, in dem die Hostien aufbewahrt werden.[16]
- Das Taufbecken wird von einem holzgeschnitzten Baldachin von 1897 bekrönt.
- Die Schnitzfiguren des heiligen Christophorus[17] und der heiligen Apollonia von Alexandria[18] werden wie die Figur des heiligen Josef[19], der das Jesuskind trägt, ins 17. Jahrhundert datiert.

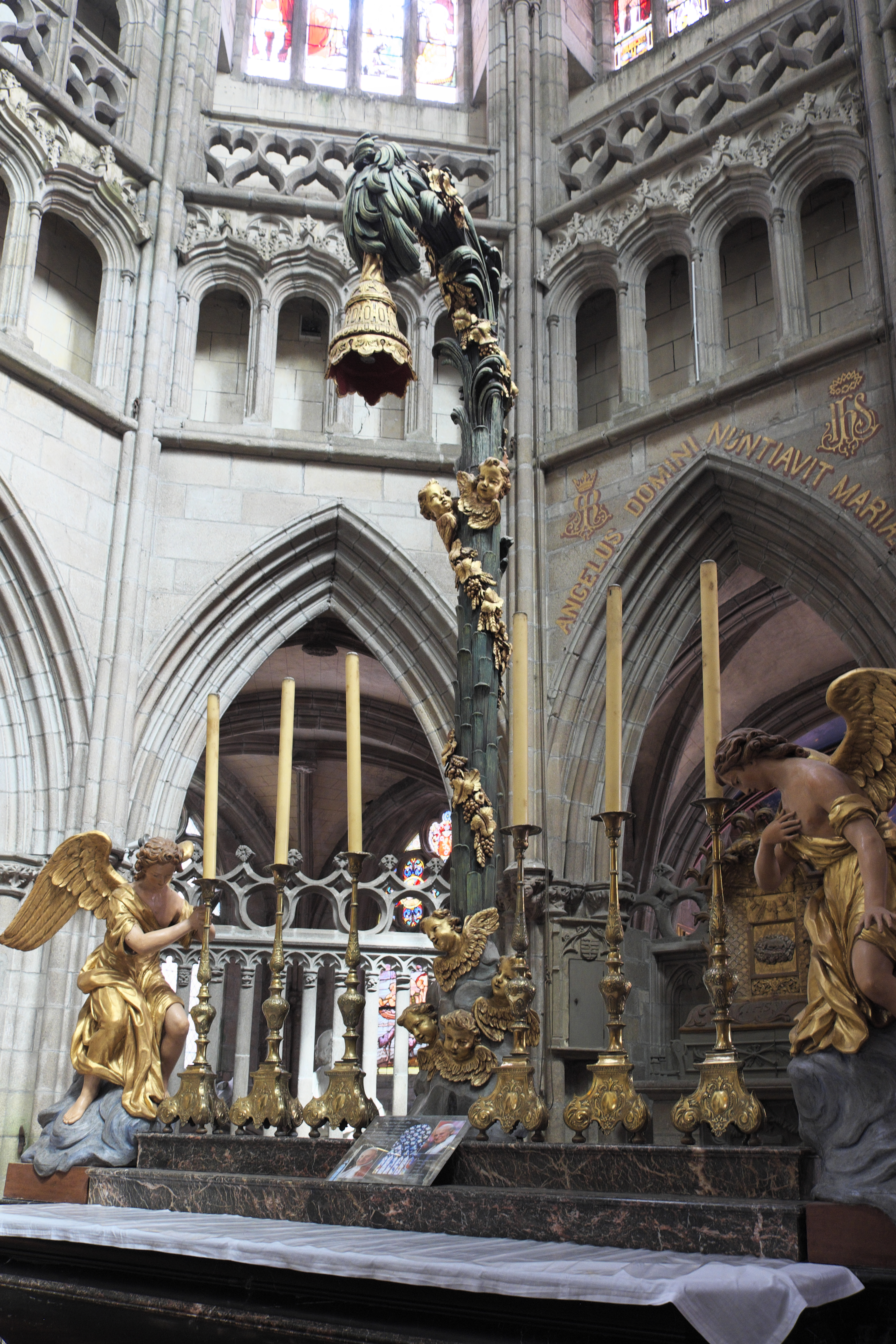
Ziborium
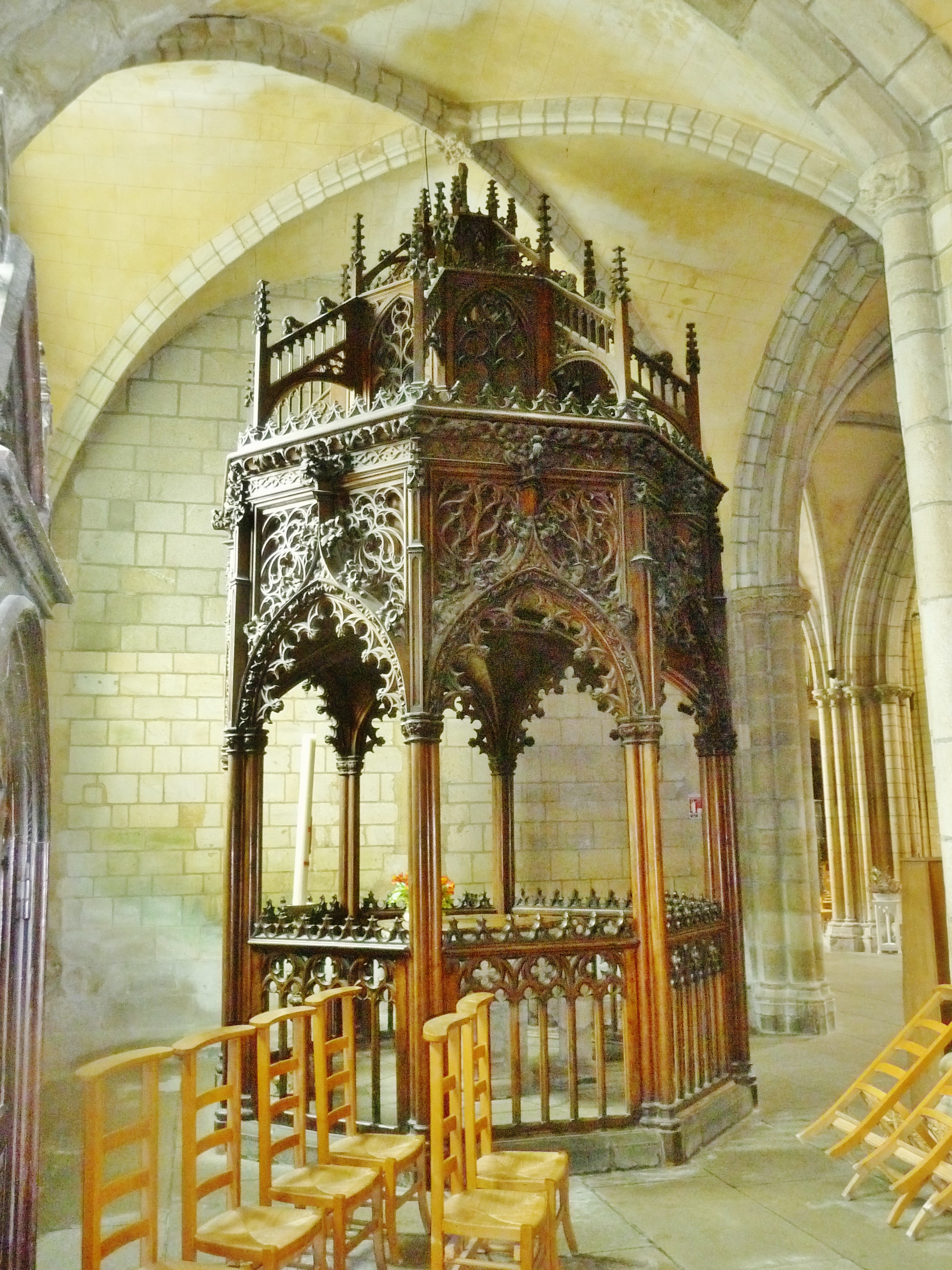
Taufbecken mit Baldachin
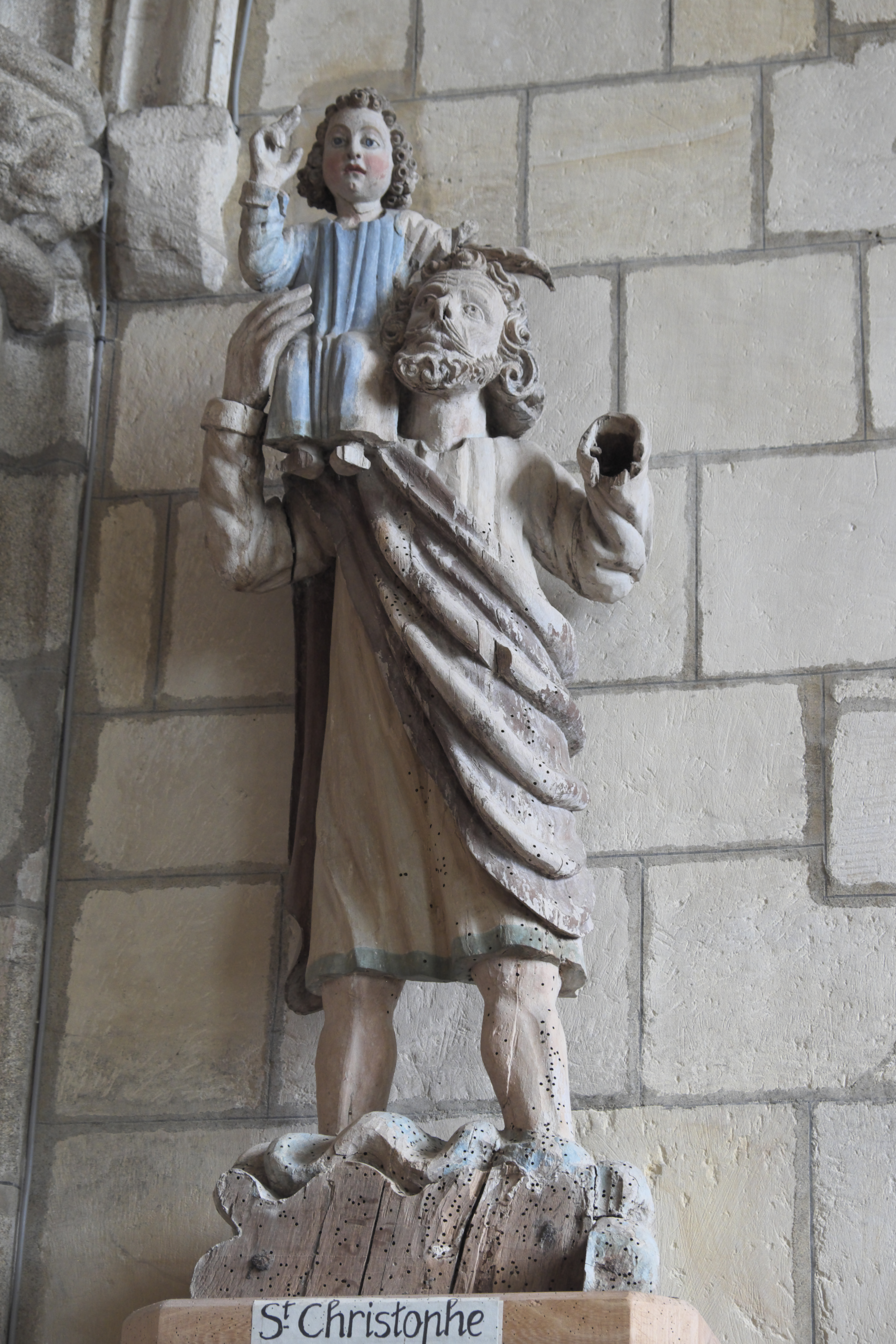
Heiliger Christophorus
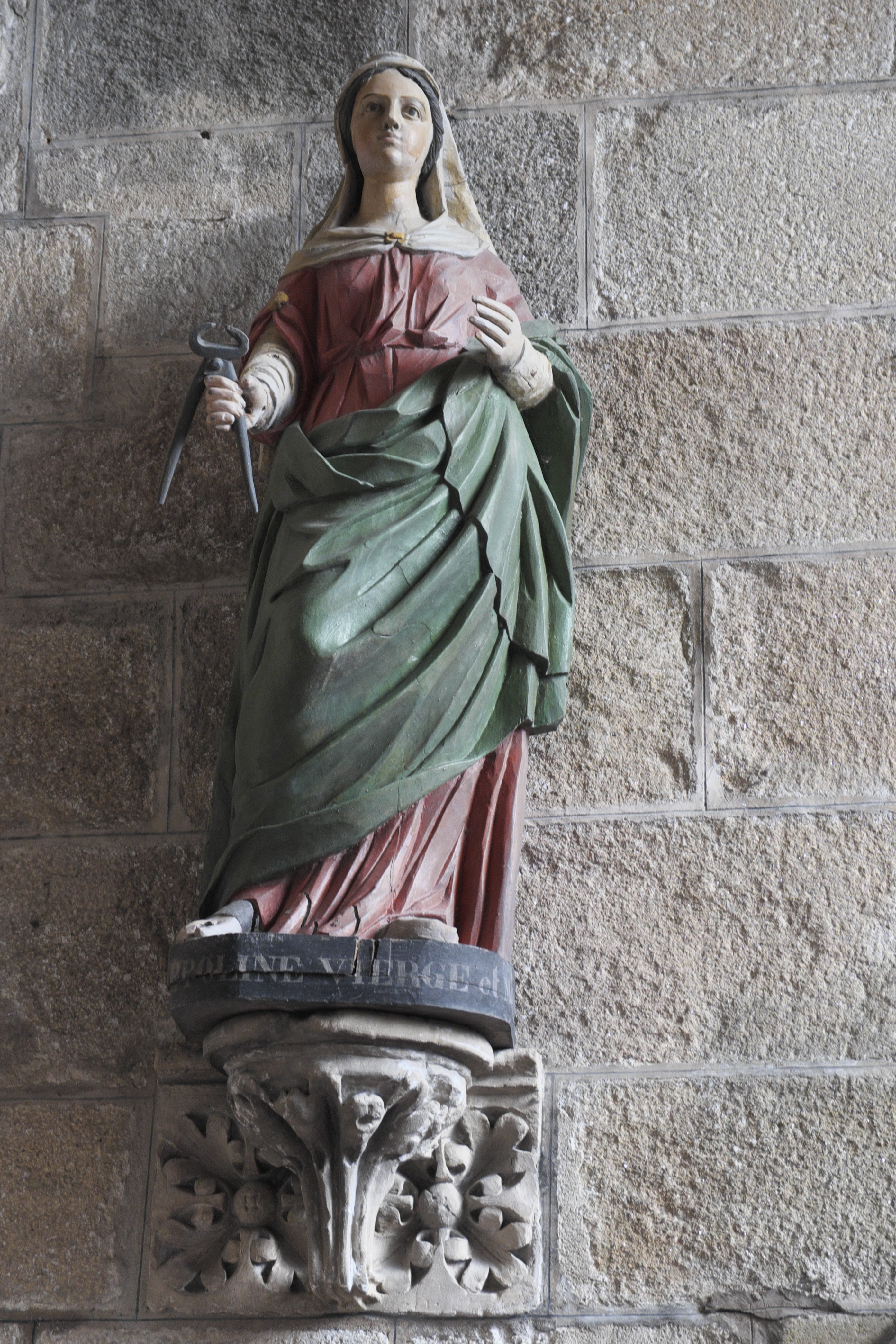
Heilige Apollonia von Alexandria

## Grabmonumente
Im Chor stehen Grabmonumente der Bischöfe von Léon.

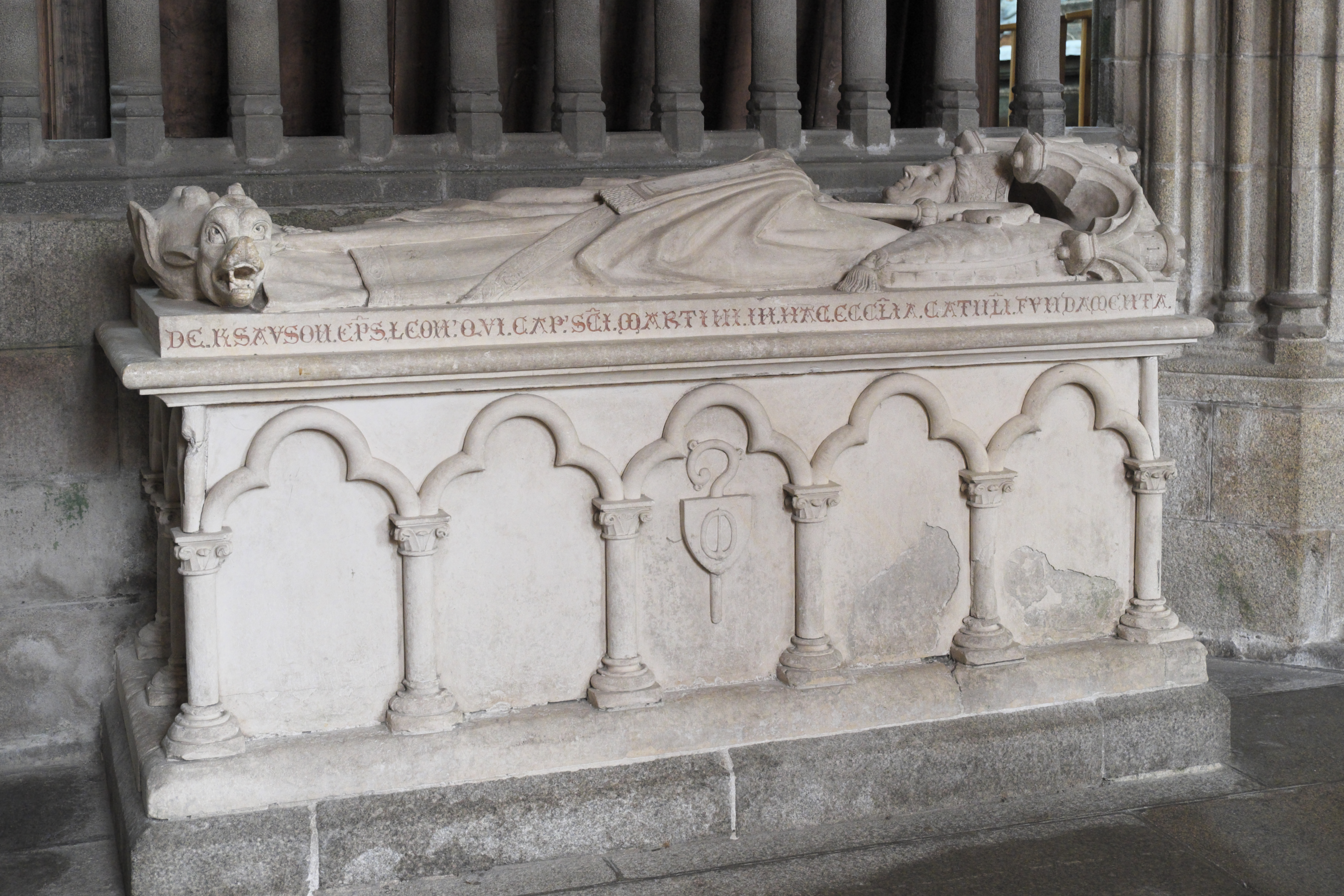
Hochgrab von Guillaume de Kersauzon

### Hochgrab von Guillaume de Kersauzon
Das Hochgrab von Guillaume de Kersauzon († 1327) besteht aus Marmor und stammt aus dem 18. Jahrhundert. Es ist mit Dreipassbögen und dem Wappen des Verstorbenen mit Bischofsstab verziert. Guillaume de Kersauzon war von 1292 bis 1327 Bischof von Léon.

### Hochgrab von Roland de Neufville
Das Hochgrab von Roland de Neufville (um 1530–1613) ist aus Granit gemeißelt und auf der Vorderseite mit einem Relief versehen, auf dem zwei Engel das Wappen des Verstorbenen halten. Der Tote ist mit der Mitra auf dem Haupt und mit bischöflichem Ornat bekleidet dargestellt. Er liegt auf dem Rücken und hat die Hände zum Gebet gefaltet, neben seinem Haupt ruhen zwei Engel, zu seinen Füßen kauert ein Drache. Roland de Neufville war von 1562 bis 1613 Bischof von Léon.

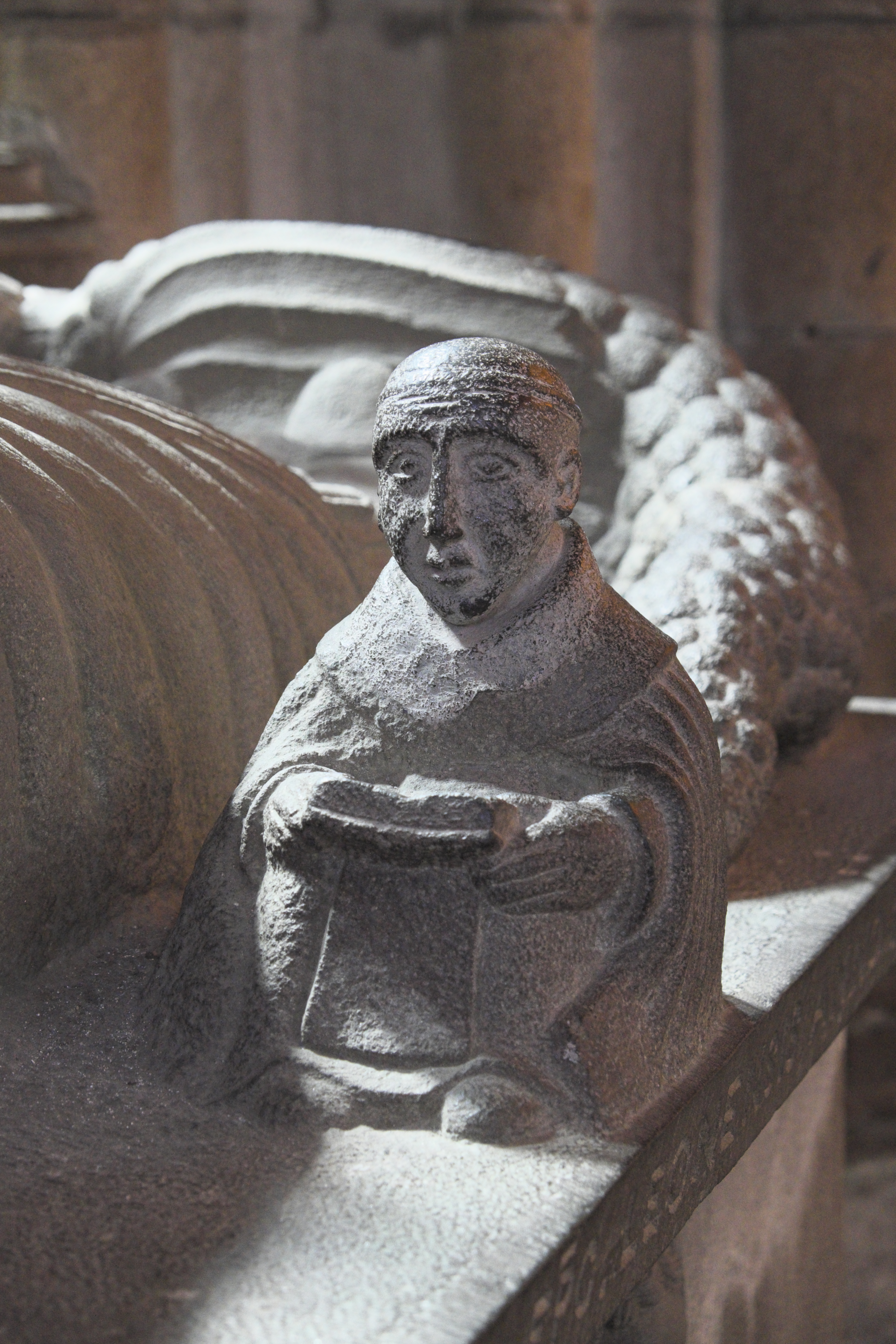
Mönch

### Hochgrab von René de Rieux-Sourdéac
Das Hochgrab von René de Rieux-Sourdéac (1588–1651) besteht aus Granit und wurde in der zweiten Hälfte des 17. Jahrhunderts angefertigt. Auf der Vorderseite präsentieren zwei Engel das Wappen des Bischofs. Neben seinem Haupt sitzt ein Engel, der die Krümme des Bischofsstabes hält, dessen Ende im Maul eines Drachen mündet. Am Fußende sitzt ein Mönch, der ein aufgeschlagenes Buch in Händen hält. René de Rieux-Sourdéac war von 1613 bis 1651 Bischof von Léon.

### Hochgrab von François de Visdelou
Das Hochgrab von François de Visdelou (um 1615–1668) besteht aus weißem Marmor. Es wurde von Nicolas de La Colonge geschaffen und stellt den Bischof, mit einem Arm aufgestützt, auf einem Ruhesofa liegend dar. François de Visdelou war der Beichtvater von Anna von Österreich, der Mutter des französischen Königs Ludwig XIV. Er war von 1662 bis 1668 Bischof von Léon.

### Grabmonument von Jean-François de La Marche
Das Grabmonument von Jean-François de La Marche (1729–1806) wurde 1869 von dem Bildhauer Louis-Léon Cugnot aus Granit und weißem Marmor geschaffen. Der Verstorbene wird auf einem Podest kniend dargestellt. Zu seinen Füßen liegen der Bischofsstab und seine Mitra. Jean-François de La Marche war von 1772 bis zur Auflösung des Bistums Bischof von Léon. Während der Französischen Revolution floh er nach London, wo er im Jahr 1806 starb.

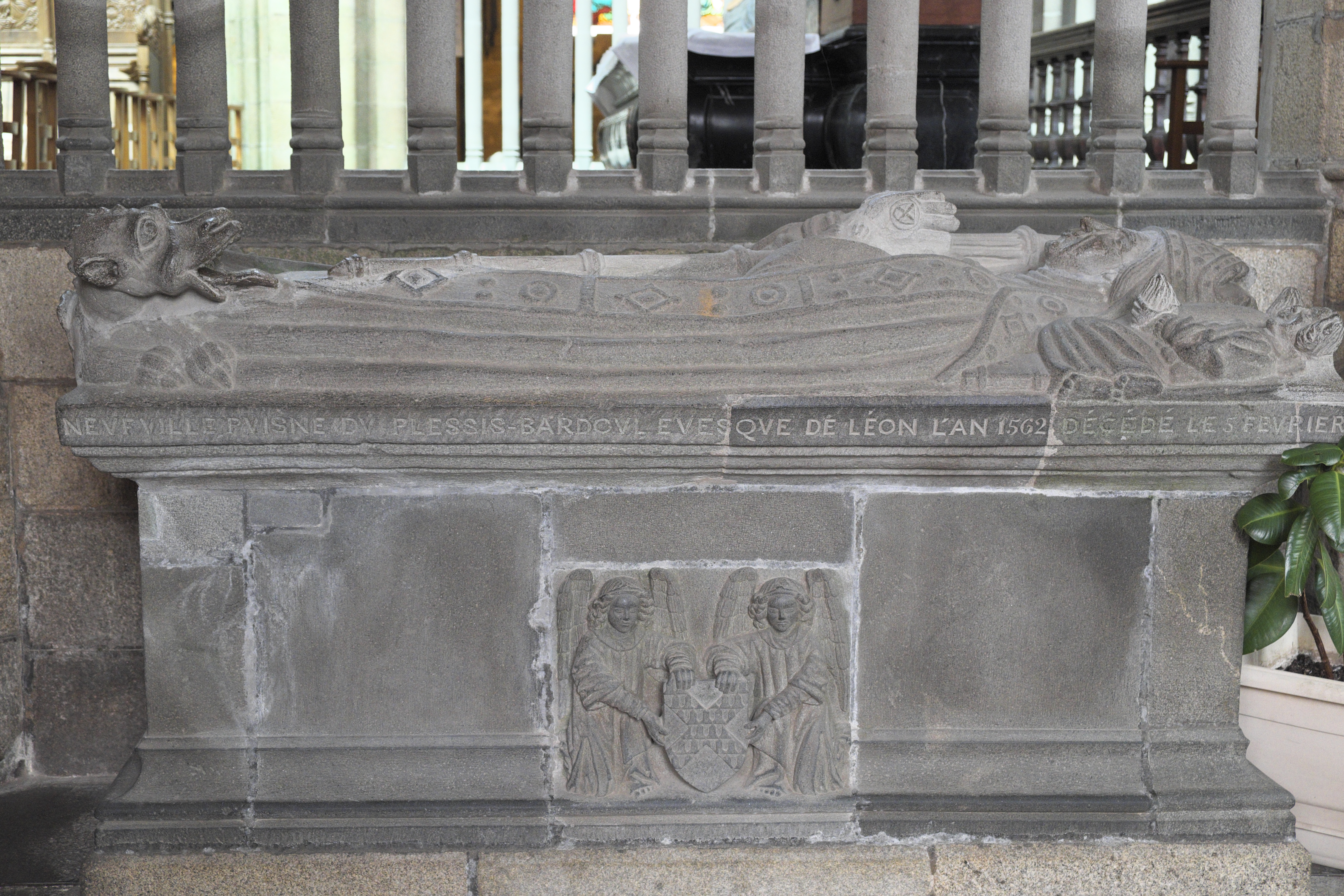
Hochgrab von Roland de Neufville
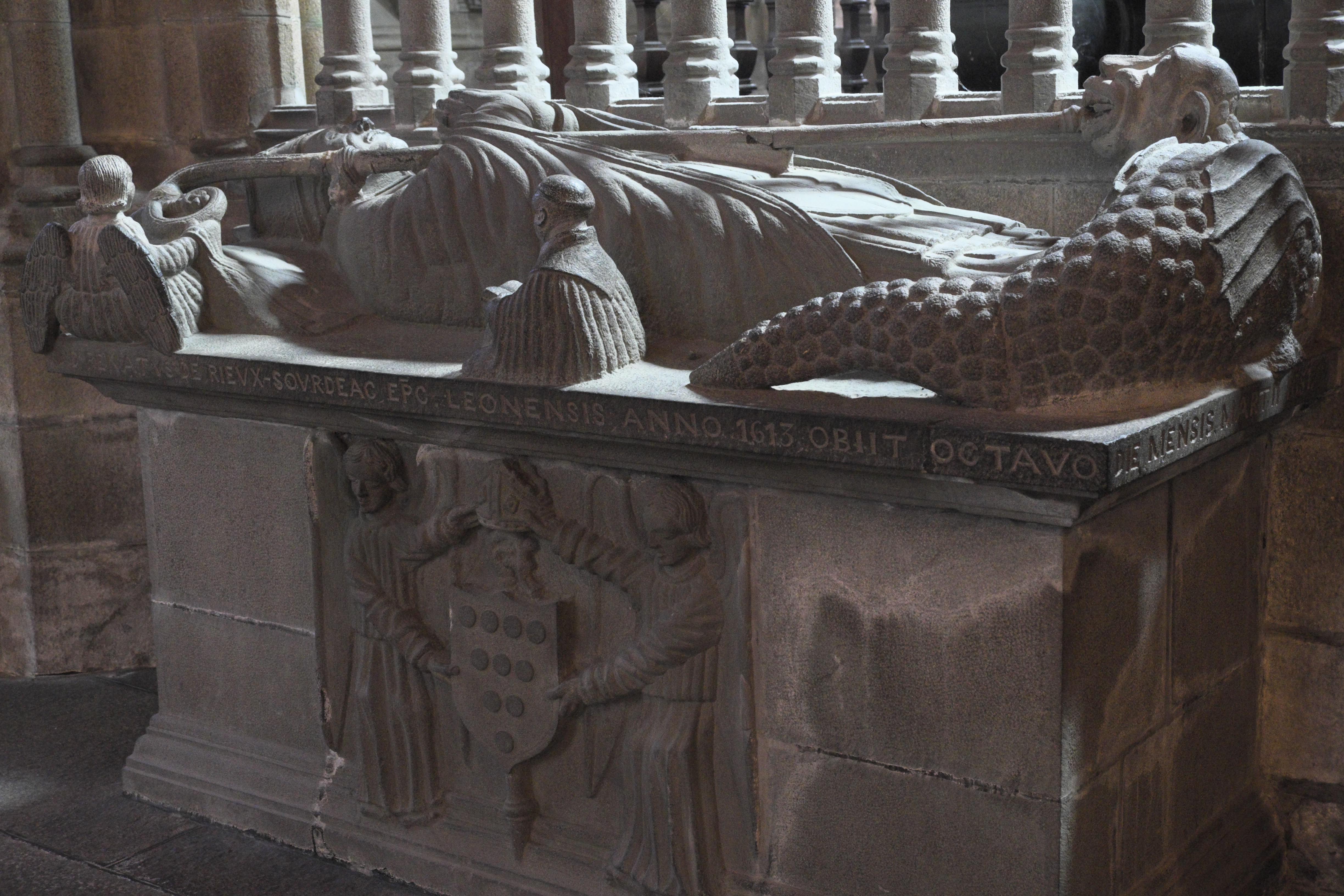
Hochgrab von René de Rieux-Sourdéac
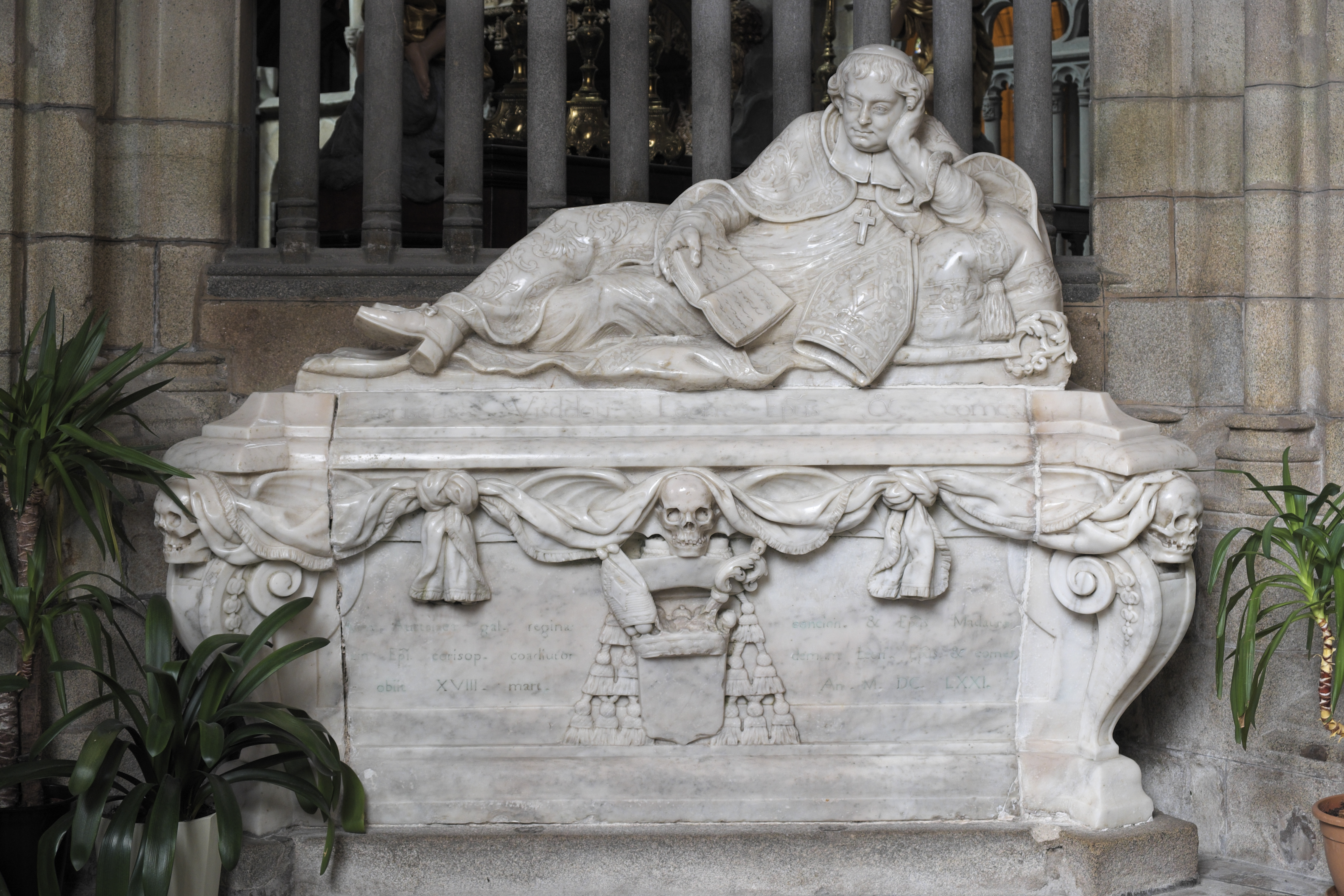
Hochgrab von François de Visdelou
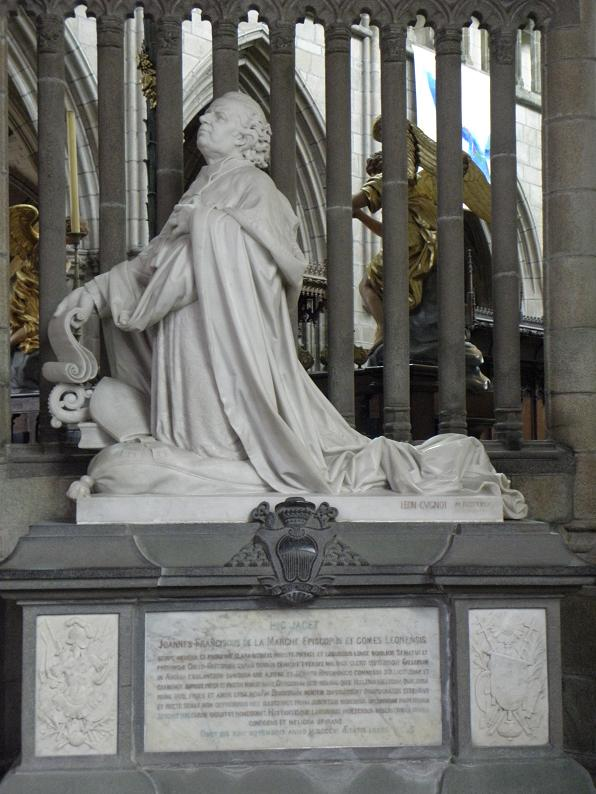
Grabmonument von Jean-François de La Marche

### Sarkophag

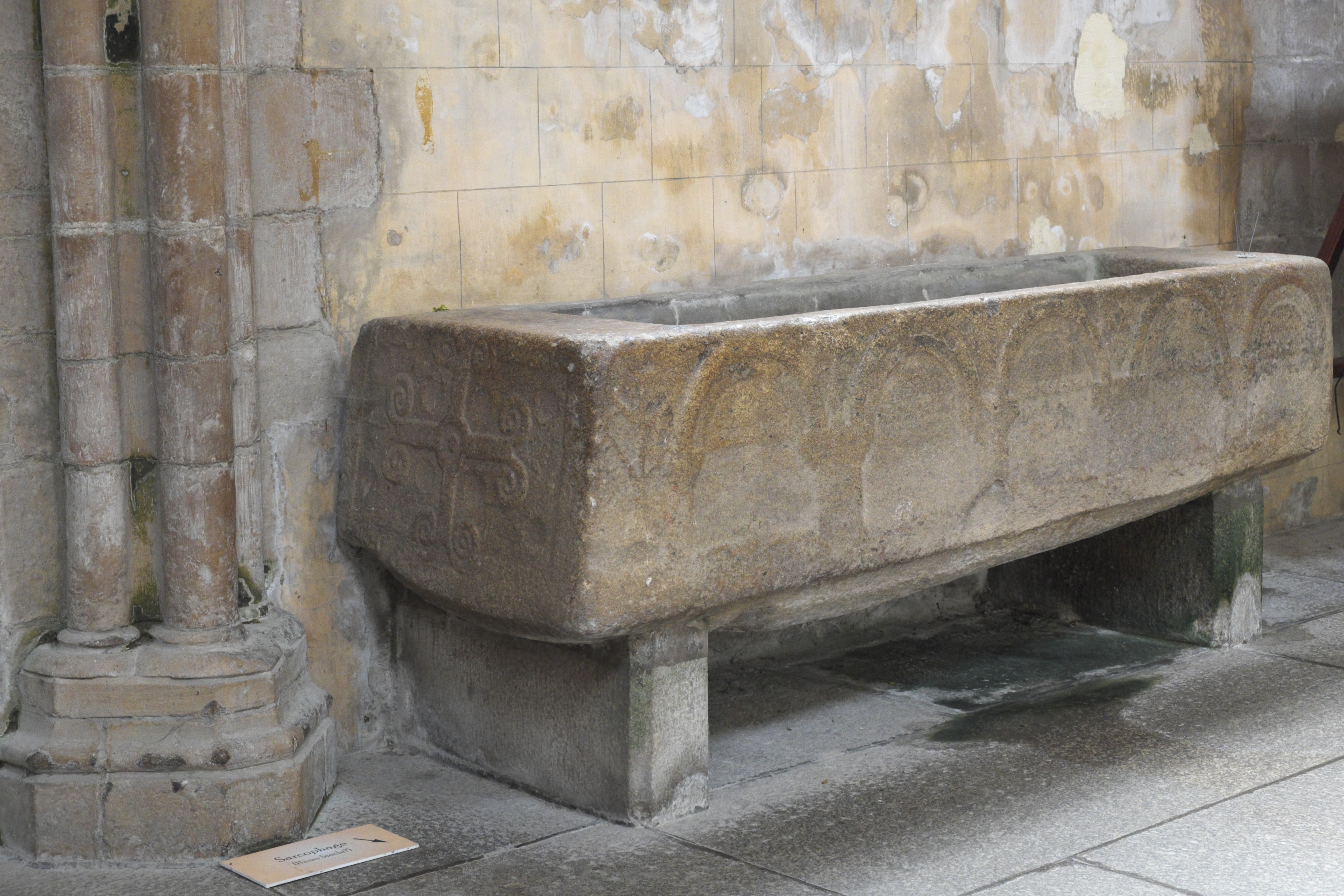
Sarkophag

Im südlichen Seitenschiff steht ein romanischer Sarkophag, der vermutlich aus dem 12. Jahrhundert stammt. Er wird auch als Sarkophag von Conan Meriadoc bezeichnet, da man früher glaubte, hier sei der armorikanische dux bellorum (Heerführer) und legendäre König der Bretagne bestattet. Der Steinsarkophag ist an der Längsseite mit Rundbogenarkaden und an der Breitseite mit einem Kreuz verziert, dessen Arme spiralförmig auslaufen. Der Deckel ist nicht mehr erhalten.

## Orgel

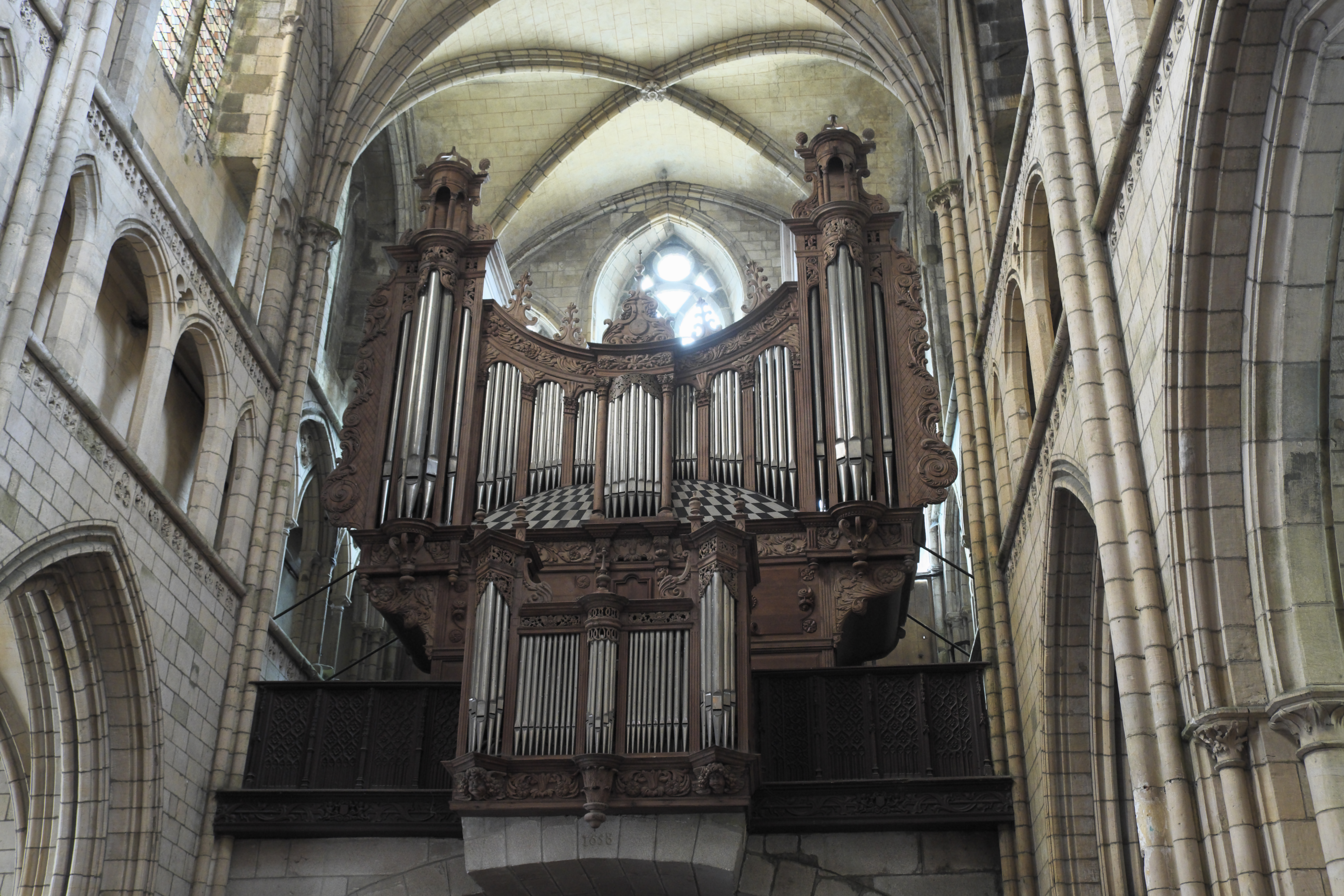
Orgel

Die Orgel wurde 1660 von dem englischen Orgelbauer Robert Dallam geschaffen. Der Orgelprospekt weist in Trompe-l’œil einen Bodenbelag mit schwarz-weißem Schachbrettmuster auf, das die Illusion eines halbrunden Hofes erzeugen soll. Das Instrument wurde im 19. Jahrhundert verändert.